# Порошенко, Пётр Алексеевич
Пётр Алексе́евич Пороше́нко (укр. Петро Олексійович Порошенко; род. 26 сентября 1965, Болград, Одесская область) — украинский государственный и политический деятель, олигарх, бизнесмен и предприниматель. Народный депутат Верховной рады Украины IX созыва с 29 августа 2019 года, владелец кондитерской корпорации «Рошен».
Председатель политической партии «Европейская солидарность».
5-й президент Украины с 7 июня 2014 по 20 мая 2019 года. Министр экономического развития и торговли Украины с 23 марта по 3 декабря 2012 года.
Заслуженный экономист Украины, лауреат Государственной премии Украины в области науки и техники, а также украинской премии имени Филиппа Орлика. Кандидат юридических наук.
Согласно рейтингу Forbes в 2020 году Порошенко занял 3 место среди самых богатых людей Украины с капиталом 1,4 млрд долларов. В марте 2021 года его состояние оценено в 1,6 млрд долларов.

## Семья
Родился 26 сентября 1965 года в Болграде.
Отец — Алексей Иванович Порошенко (1936—2020), уроженец села Сафьяны (Бессарабия, Королевство Румыния, ныне Измаильский район Одесской области); с 1959 года работал в Болграде. Один из первых документов, который фиксирует род Порошенко в селе Сафьяны Измаильского уезда Бессарабской губернии, — ревизская сказка малороссийского общества мещан селения Сафьяны за 1835 год. Мать — Евгения Сергеевна Порошенко (урождённая Григорчук; 1937—2004), родом из села Кугурлуй-Матроска, Бессарабия, Королевство Румыния (ныне Измаильский район Одесской области), также работала в Болграде.
Брат — Михаил Алексеевич Порошенко (28 августа 1957 — 25 августа 1997). Был одним из основателей компании «Укрпроминвест», погиб в автокатастрофе. Похоронен в семейном склепе на Зверинецком кладбище Киева. Там же похоронена мать Михаила и Петра — Евгения Сергеевна Порошенко.
Жена — Марина Анатольевна Порошенко (урождённая Переведенцева), дочь Анатолия Михайловича Переведенцева (13.03.1933 — 20.08.2020), заместителя министра здравоохранения УССР, советника Посла СССР в Монголии (1985—1988). Родилась 1 февраля 1962 года в Киеве. Окончила Киевский медицинский институт, по образованию врач-кардиолог; после окончания института работала врачом в кардиологическом отделении Октябрьской клинической больницы в Киеве, кандидат медицинских наук. Домохозяйка. Председатель совета Благотворительного фонда Петра Порошенко.
Четверо детей:
- Алексей (род. 1985),
  - внук — Пётр (род. 2014),
  - внучка — Елизавета (род. 2016)[12],
- сёстры-близнецы Александра и Евгения (род. 2000),
- Михаил (род. 2001).
  - Крёстные родители Евгении и Александры — Виктор Ющенко и Оксана Билозир.

Дети Порошенко учатся в Великобритании и редко бывают дома.
По сведениям СМИ, в 2009 году Пётр Порошенко — прихожанин киевского Ионинского монастыря, находящегося в ведении Украинской православной церкви Московского патриархата.

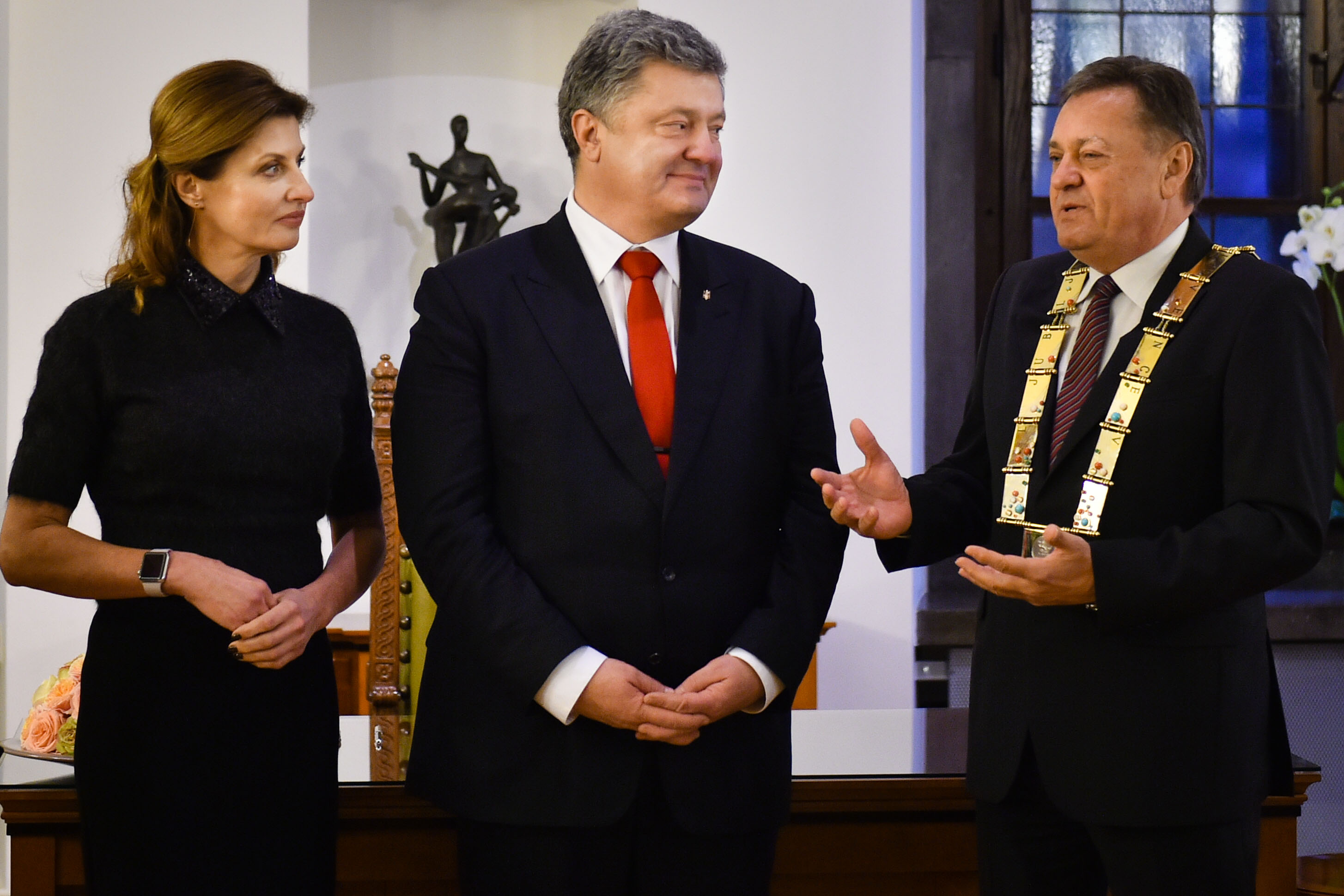
Супруги Порошенко в Словении, 2016 год
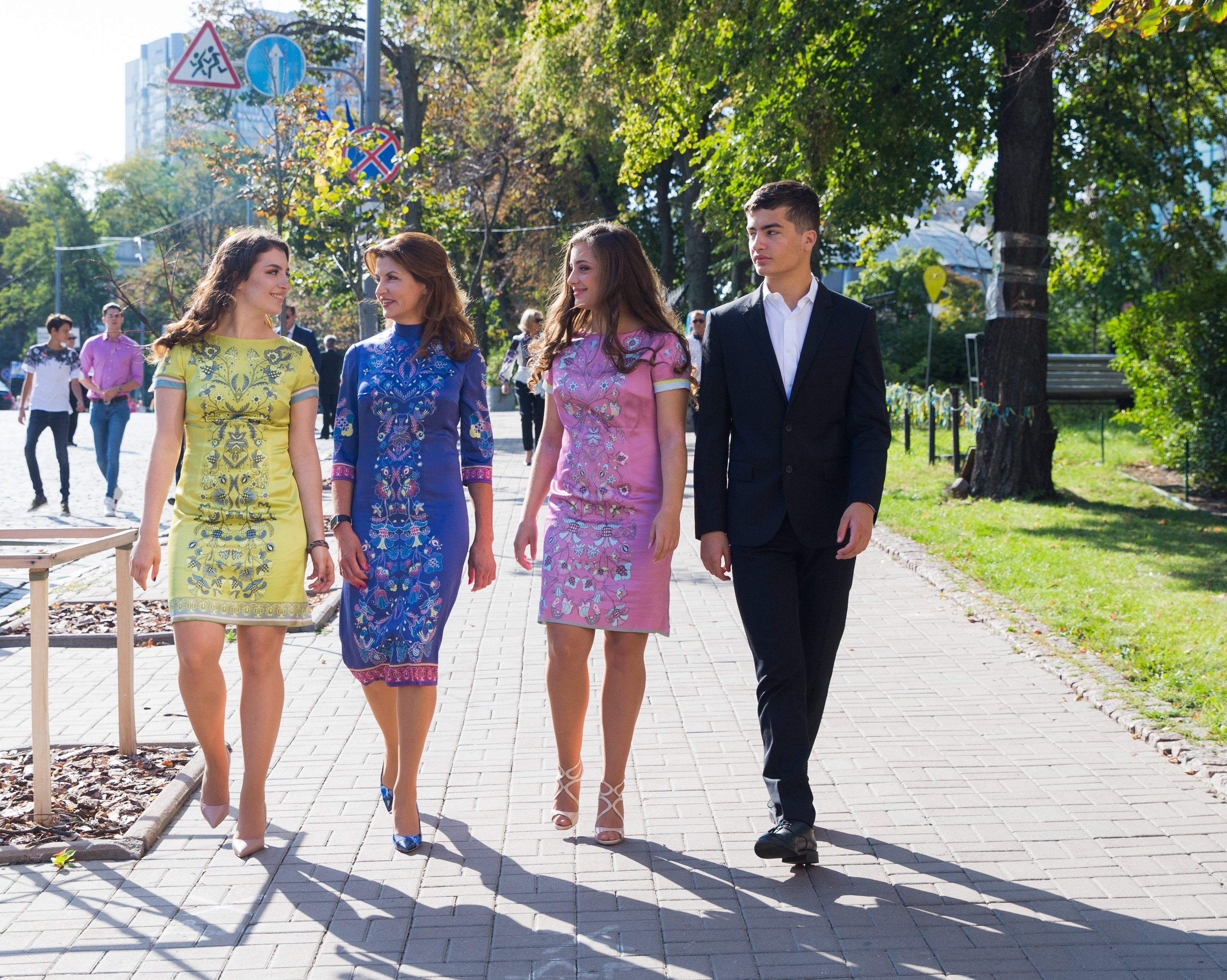
Жена Марина Анатольевна, дочери Евгения и Александра, младший сын Михаил в 2018 году
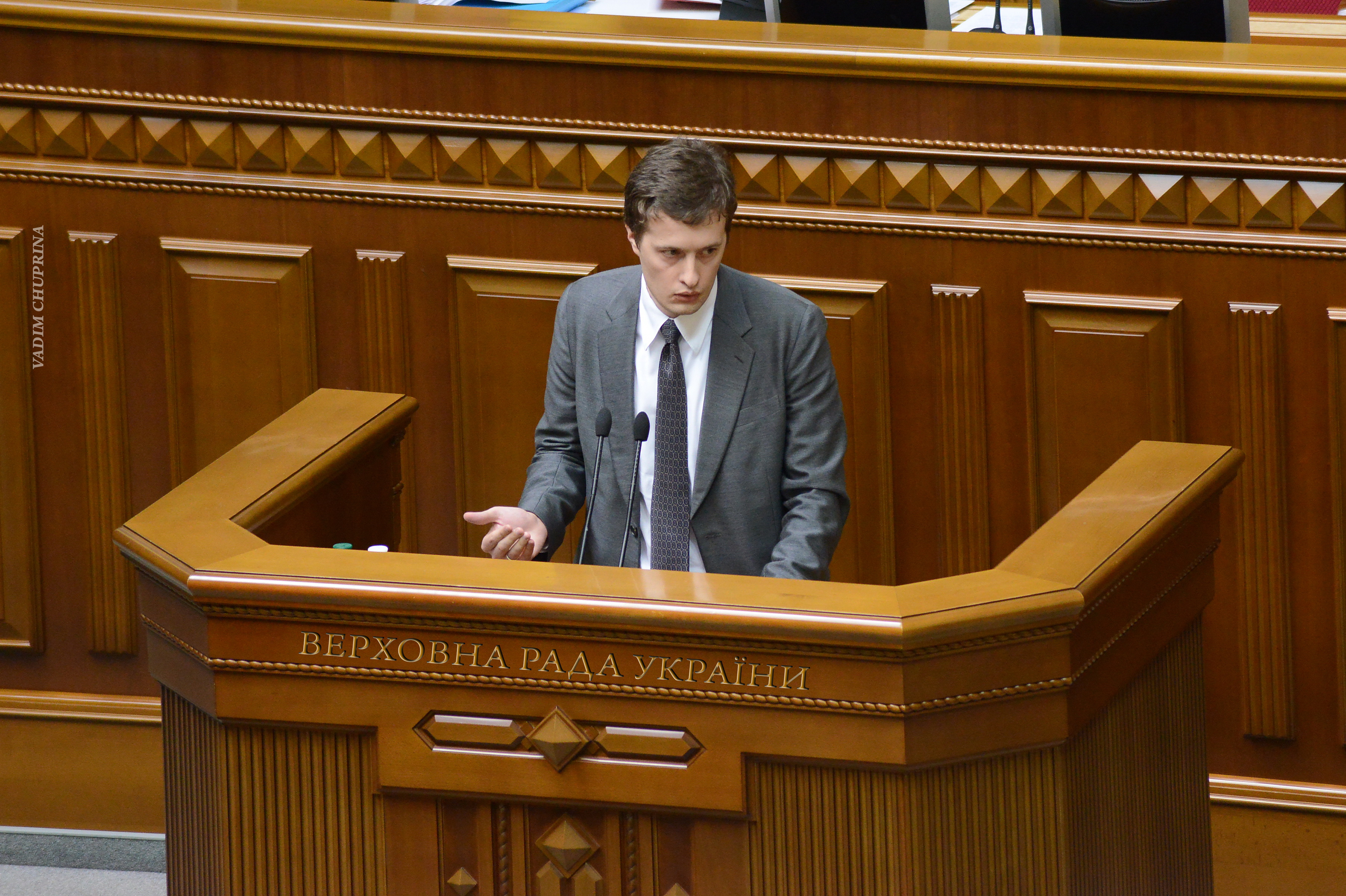
Депутат Алексей Порошенко, сын президента Петра Порошенко

## Ранние годы
Пётр Порошенко родился 26 сентября 1965 года в городе Болграде, расположенном на западе Одесской области, почти на границе с Молдавией. Первые его восемь лет прошли на улице Ленина.
В школу он пошёл в Болграде (учился в болградской гимназии), но позднее его отца перевели по работе на Бендерский исследовательский экспериментально-ремонтный завод и вся семья переехала в молдавский город Бендеры. В одних СМИ говорится, что в Бендерах Порошенко проживал с 1974 года, в других — что семья переехала туда в 1978 году, а в промежутке жила на юге МССР, в посёлке Светлый Комратского района (ныне округа). Как бы то ни было, среднюю школу Пётр окончил в Бендерах, продемонстрировал высокую успеваемость.

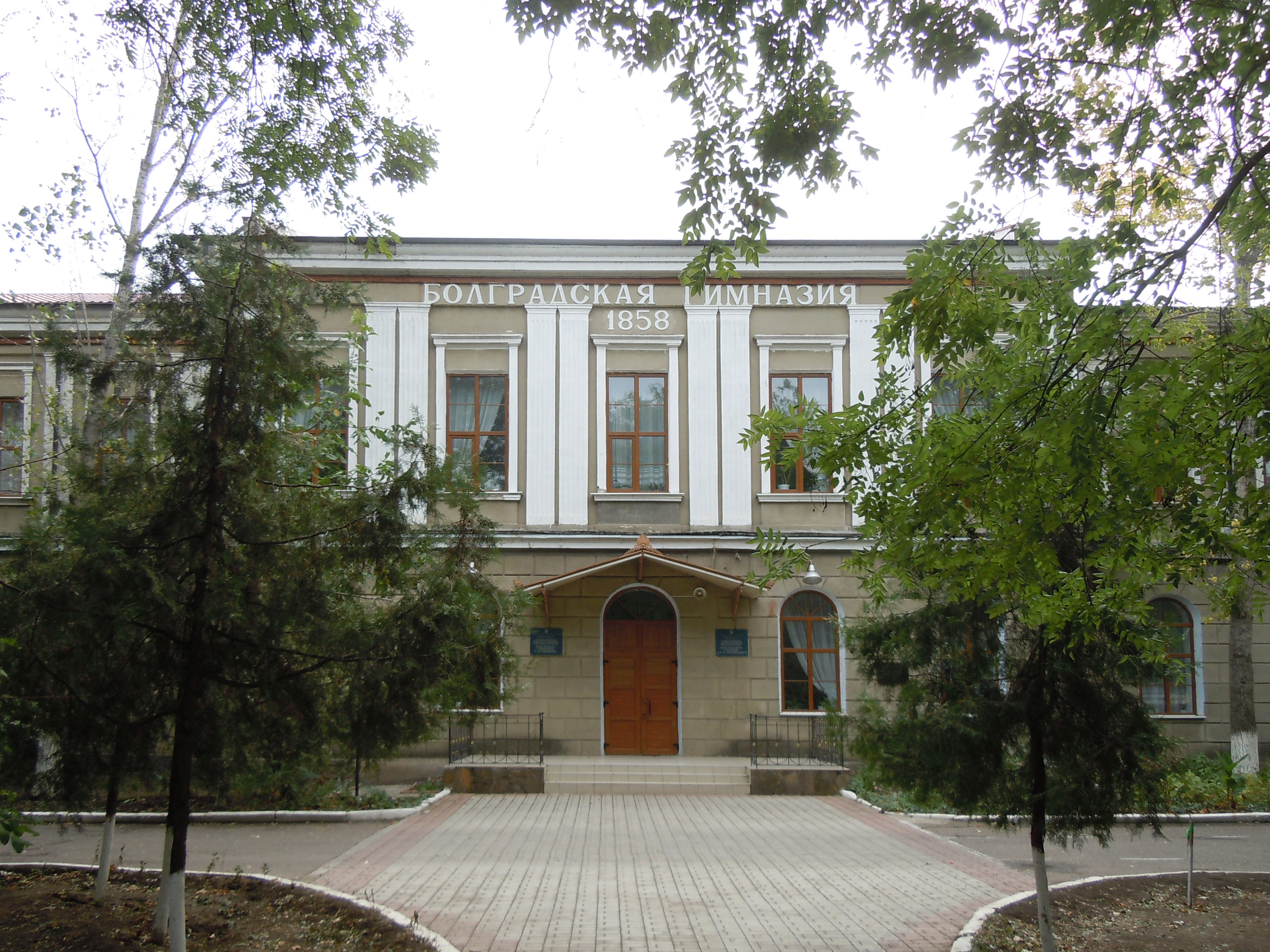
Школа в Болграде, где учился Порошенко

Также в Бендерах он стал заниматься дзюдо в детско-юношеской школе олимпийского резерва имени Баданова, выполнил норматив кандидата в мастера спорта СССР. По рассказу тогдашнего завуча школы, мастера спорта СССР и заслуженного тренера Молдавской ССР И. Гериса, в эту школу Порошенко привёл отец, но Пётр, несмотря на успехи, не проявлял стремления к занятию борьбой, а ходил чтобы не расстраивать родителей.
В 1982 году подал документы и прошёл по конкурсу в Высшее мореходное училище в Одессе и на факультет международных отношений и международного права Киевского государственного университета, выбрал последний. На втором курсе женился.
В 1984 году со второго курса университета Пётр Порошенко был призван в Советскую Армию (отсрочка студентам тогда была отменена), проходил службу в Казахстане и, по собственным словам, «принимал участие в боевых действиях». В армии он познакомился с будущим своим партнёром Игорем Кононенко. Пока был в армии, стал отцом — в 1985 году родился сын Алексей.
Уволился в запас в 1986 году, после чего вернулся в университет на третий курс. После окончания в 1989 году Института международных отношений и международного права Киевского государственного университета по специальности международные экономические отношения, Порошенко до 1990 года учился в аспирантуре и работал ассистентом кафедры международных экономических отношений Киевского университета имени Тараса Шевченко.
Порошенко болеет сахарным диабетом. Воинское звание — майор. Кроме украинского владеет английским, румынским и русским языками.

## Бизнес
Бизнесом Порошенко начал заниматься с 1986 года, организовав вначале компанию по разработке и настройке компьютерных программ и торгуя с четвёртого-пятого курсов университета на бирже. На пятом курсе он уже ездил на собственной «Волге».
В перестроечное время организовал сервисный центр, ставший одним из первых на Украине кооперативов. Центр не только консультировал советские предприятия по вопросам выхода на внешние рынки, но и помогал им заключать контракты, причём комиссия от размера контракта составляла от 0,5 до 1,5 %. К числу его клиентов относились металлургические заводы, предприятия военно-промышленного комплекса (ВПК) и стройуправления. С 1990 по 1991 год Порошенко работал заместителем генерального директора Объединения малых предприятий и предпринимателей «Республика», одновременно занимаясь торговлей. В начале 1990-х годов Порошенко занимался поставками на Украину какао-бобов. Совместно со своим одноклассником Сергеем Зайцем, впоследствии отвечавшим в Roshen за внешнюю торговлю, они закупали в Европе сырьё, которое перепродавали кондитерским фабрикам по всей стране. С 1991 по 1993 годы был генеральным директором АО «Биржевой дом Украина».
В 1993 году стал генеральным директором ЗАО «Украинский промышленно-инвестиционный концерн» (Укрпроминвест), который объединил бизнесы по торговле автомобилями и сырьём для кондитерских фабрик. Когда начался кризис неплатежей, сопровождавшийся отсутствием возможности расплатиться за поставленное сырьё и начавшимися остановками производств, «Укрпроминвест» выкупил Винницкую кондитерскую фабрику, заплатив в 1996 году 7 млн долларов. Начиная с 1996 года Порошенко являлся председателем наблюдательного совета АО «Винницкая кондитерская фабрика». За ней в 1997—1998 годах последовали фабрики в Мариуполе и Кременчуге. В 1999 году Порошенко купил контрольный пакет акций крупнейшей в стране Киевской кондитерской фабрики имени Карла Маркса.
Окончив университет, Порошенко вместе с отцом и братом приобрёл Винницкую кондитерскую фабрику, на базе которой впоследствии возникла корпорация Roshen. Созданные им предприятия кондитерской промышленности принесли ему целое состояние и прозвище «шоколадный король».
В 2001—2003 годах являлся президентом футбольного клуба «Винница».
В 2003 году учредил первый в стране новостной телеканал — 5 канал.
В настоящее время бизнес-империя Порошенко также включает в себя несколько автомобильных и автобусных заводов (Луцкий автомобильный завод, корпорацию «Богдан») и ряд других предприятий.
В портфеле корпорации Порошенко были и медиаактивы. В 2011 году Пётр Порошенко в партнёрстве с основателем и президентом UMH group Борисом Ложкиным приобрёл у американского бизнесмена Джеда Сандена компанию KP Media (журнал «Корреспондент», порталы korrespondent.net Архивная копия от 4 апреля 2022 на Wayback Machine, bigmir.net и др.). Кроме того, Порошенко и Ложкин совместно владели станциями «Наше радио», «Ретро FM», Next.
В 2013 году Борис Ложкин реализовал опцион на покупку доли Петра Порошенко в KP Media и радиобизнесе.
Согласно рейтингу Forbes (июнь 2014), имея состояние 1,3 млрд долларов, Порошенко занимал 6-е место среди богатейших людей Украины. В мае 2020 года украинский Forbes включил Порошенко c состоянием 1,4 млрд долларов в первую тройку миллиардеров.
По состоянию на начало 2025 года, в активы ПАО ЗНКИФ "ПРАЙМ ЭССЕТС КЕПИТАЛ" входят 100% "Прайм 2023", 97,2% "Ассоциация "Крахмалпродукт", 55% "Спортивно-оздоровительный комплекс “Монитор” 5,88% "Фирма "Экран" и 0,1% "Агрофирма Днепроагролан". Из перечня активов выпали ООО "Песковский завод стеклоизделий" (с 2024 года), АО "СК "Страна" (с 2021 года) и ЧАО "ЗАВОД "КУЗНЯ НА РЫБАЛЬСКОМ" (с 2018 года).

### Структура бизнеса
В 2006 году был образован многоотраслевой холдинг, 100 % акций которого принадлежат Порошенко. Полное название управляющей компании, ПАО «Закрытый недиверсифицированный корпоративный инвестиционный фонд Прайм Эссетс Кэпитал» (ЗНКИФ), CEO — Алексей Иванович Порошенко:
- Кондитерская корпорация ROSHEN
  - Киевская кондитерская фабрика (Украина)
  - Винницкая кондитерская фабрика (Украина)
  - Винницкий молочный завод (Украина)
  - Кременчугская кондитерская фабрика (Украина)
  - Липецкая кондитерская фабрика (Россия)
  - Клайпедская кондитерская фабрика (Литва)
  - Bonbonetti Choco Kft (Венгрия)
- Коммуникации
  - Фирма «Экран»
- СМИ
  - Пятый канал
  - ТРТ
  - Твоё радио
  - Пилот-Украина
  - Радио Next
  - Радио Нико FM
  - Радио 5
- Судостроение
  - Севастопольский морской завод (28 февраля 2015 года национализирован российскими властями Севастополя, в 2018 году передан в федеральную собственность[34])
- Аграрный сектор
  - Укрпроминвест-Агро
  - Поділля
- Автопром
  - Корпорация Богдан
- Производство крахмала
  - Крохмалопродукт
  - Интеркорн Корн Просессинг Индустрия
  - Днепровский крохмалопатоковый комбинат
- Изготовление аккумуляторов
  - Энергоавтоматика
- Сфера услуг
  - Спортивно-оздоровительный комплекс «Монитор»
  - Спортивный клуб «5 элемент»

## Политическая карьера

### В парламенте III и IV созывов
Впервые получил место в Верховной раде (парламенте Украины) в 1998 году, выдвигаясь на выборы от Социал-демократической партии Украины (объединённой) (СДПУ(о)) (11 место в партийном списке) и как кандидат по 12 одномандатному округу (Винницкая область), однако покинул партию в 2000 году, чтобы создать независимую левоцентристскую парламентскую фракцию «Солидарность», которой руководил до 2002 года. В 2001 году Порошенко сыграл важную роль в создании Партии регионов, также лояльной к президенту Кучме, хотя и не возглавил её. Весной 2001 года он вместе со своей фракцией выступил в поддержку правительства Виктора Ющенко, которое было отправлено в отставку пропрезидентским большинством в Верховной раде. В дальнейшем возглавил кампанию оппозиционного блока Виктора Ющенко «Наша Украина». После парламентских выборов в марте 2002 года, когда «Наша Украина» получила наибольшую долю голосов избирателей, Порошенко возглавил в парламенте комитет по вопросам бюджета.
В 2000—2004 годах был заместителем председателя совета Национального банка Украины.
Порошенко считался близким доверенным лицом Виктора Ющенко, который является крёстным отцом дочерей Порошенко. Будучи, вероятно, самым богатым бизнесменом среди сторонников Ющенко, Порошенко часто упоминался в качестве одного из главных спонсоров «Нашей Украины» и Оранжевой революции. Известно, что он рассчитывал занять пост премьер-министра при президенте Ющенко, который, однако, достался Юлии Тимошенко.

### Секретарь Совета национальной безопасности и обороны

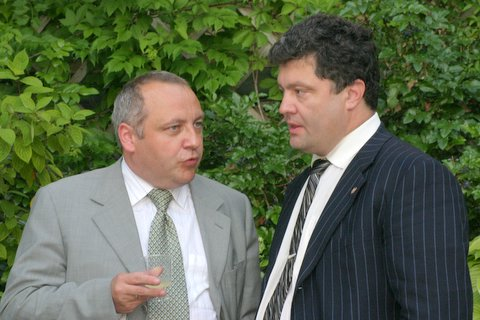
Порошенко (справа) и Игорь Грынив в американском посольстве в Киеве, 2005

После победы Виктора Ющенко на президентских выборах в 2004 году Порошенко был назначен секретарём Совета национальной безопасности и обороны Украины. Во время политического кризиса на Украине в сентябре 2005 года, начавшегося из-за публичных взаимных обвинений украинских политиков в коррупции, Порошенко был уволен президентом, который в то же время отправил в отставку весь кабинет министров во главе с премьер-министром Юлией Тимошенко — главным политическим соперником Порошенко после Оранжевой революции.

### Депутат V созыва и глава совета Национального банка
На парламентских выборах в марте 2006 года Порошенко был вновь избран в украинский парламент по списку избирательного блока «Наша Украина». Он возглавлял парламентский комитет по финансам и банковской деятельности. Утверждается, что в то время, как Порошенко претендовал на кресло спикера украинского парламента, Социалистическая партия решила войти в Альянс национального единства, потому что тот обещал кресло спикера лидеру социалистов Александру Морозу в случае формирования коалиции. В результате Порошенко с «Нашей Украиной» и блок Юлии Тимошенко остались без представительства в правительстве.
С февраля 2007 года Порошенко возглавлял совет Национального банка Украины, его трёхлетний срок полномочий на этом посту истёк 23 февраля 2010 года, однако только 26 апреля 2012 года Совет НБУ собрался для проведения заседания (впервые с марта 2010 года), на котором его новым главой был избран Игорь Прасолов.

### Министр иностранных дел

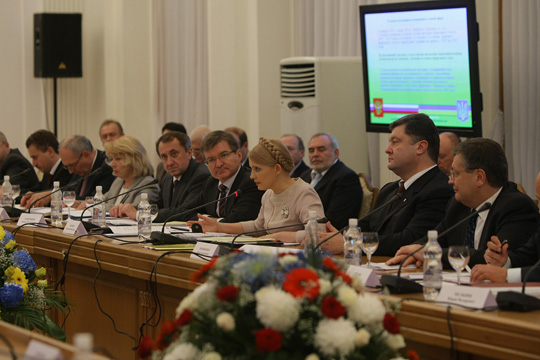
Порошенко в составе Российско-украинской межгосударственной комиссии. 19 ноября 2009 г.

7 октября 2009 года президент Украины Ющенко выдвинул Порошенко на должность министра иностранных дел. Порошенко был назначен Верховной радой 9 октября 2009 года. 12 октября 2009 года Ющенко вернул Порошенко в Совет национальной безопасности и обороны Украины.
Порошенко поддерживал вступление Украины в НАТО, заявив в декабре 2009 года: «Я считаю, что это можно сделать за год, за два, если есть политическая воля, если есть желание общества, если есть общественная поддержка политиков, которые этим занимаются, если есть понятная и правильная информационная политика». Вместе с тем тогда он отметил, что целью для Украины должно быть не само вступление в НАТО, а проведение реформ, усиление безопасности страны и улучшение уровня жизни людей.
C 3 марта 2010 года, после отставки правительства Юлии Тимошенко, Порошенко в течение недели временно исполнял обязанности министра до формирования правительства Николая Азарова.

### Министр экономического развития и торговли
В декабре 2011 года в газете «Сегодня» появилась информация о том, что Пётр Порошенко может заменить Константина Грищенко на посту министра иностранных дел. Сам Порошенко заявил, что не намерен идти работать в правительство.
23 февраля 2012 года президент Виктор Янукович после встречи с Петром Порошенко, в ходе которой они обсудили план реформ, рекомендованный Порошенко, сообщил, что последнему предложен пост министра экономики. 23 марта 2012 года Янукович подписал указ о назначении Порошенко министром экономического развития и торговли.

### Депутат VII созыва
Порошенко вернулся в парламент после того, как на парламентских выборах 2012 года получил более 70 % голосов в одномандатном округе № 12 в Винницкой области. В связи с избранием депутатом он был уволен с должности министра.
12 декабря 2012 года он заявил, что не собирается вступать в какую-либо фракцию в парламенте. Порошенко претендовал на должность главы парламентского комитета экономической политики, но не согласился на условие вступить во фракцию ВО «Батькивщина». В итоге он стал членом комитета по вопросам европейской интеграции.
В марте 2013 года Порошенко выражал намерение принять участие в выборах городского головы Киева, если получит поддержку парламентской оппозиции.

### Евромайдан

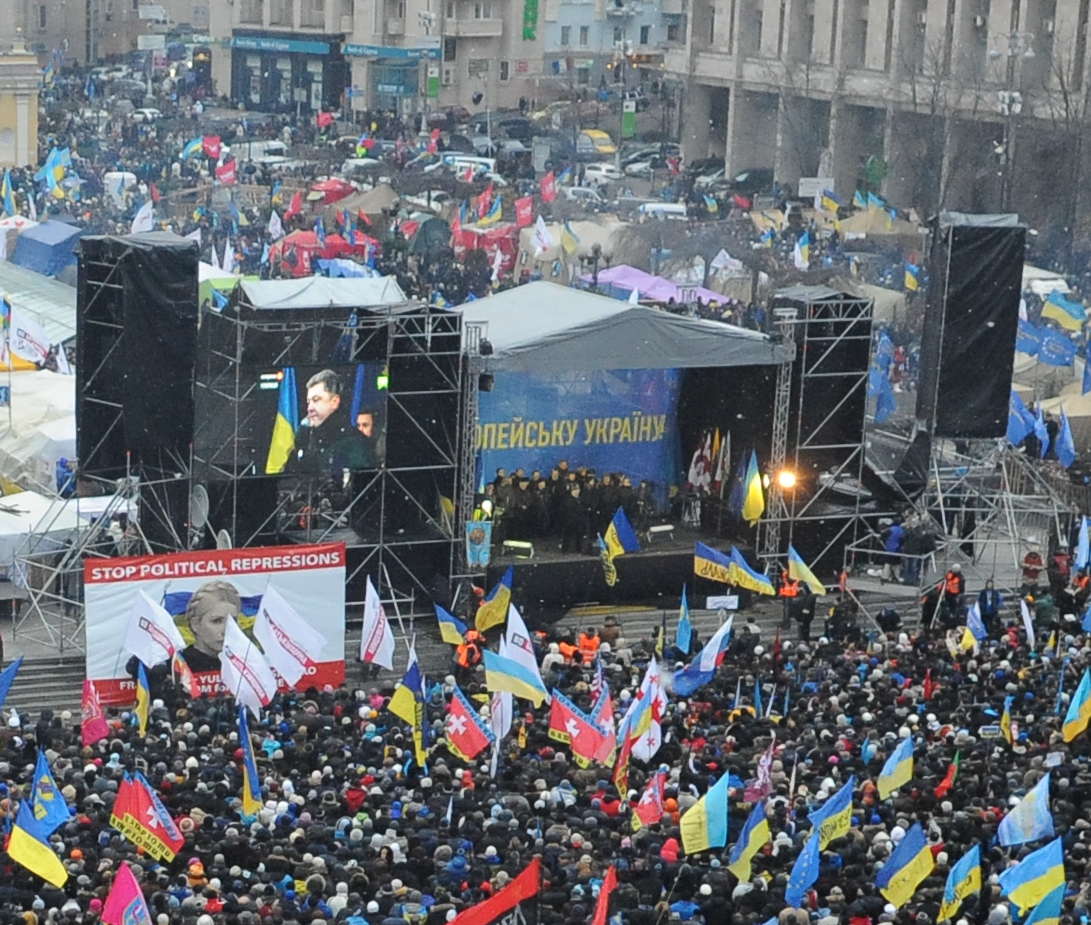
Порошенко на Евромайдане, 8 декабря 2013 года

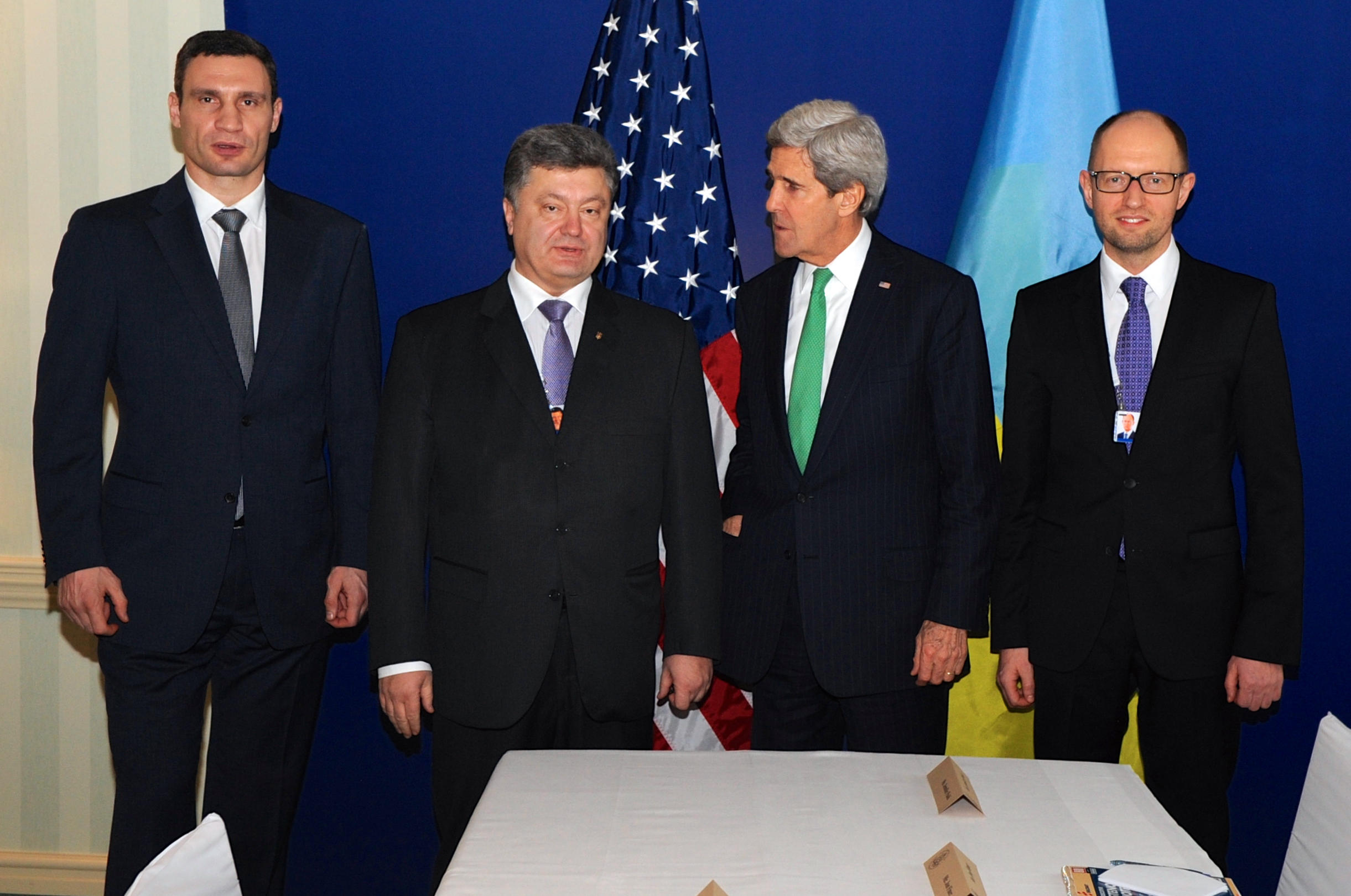
Лидеры украинской оппозиции с государственным секретарём США Джоном Керри, 1 февраля 2014 года

Во время начавшегося в 2013 году Евромайдана поддержал протестующих, часто выступал на Майдане. Ряд российских СМИ называл Петра Порошенко спонсором протестов. В интервью «Новой газете» он признал, что «спонсирует революцию едой, водой, дровами».
1 декабря, во время столкновений на Банковой, Порошенко и другие окружили трактор, который двигался на милицию. С трактора Порошенко сбросили и, по его рассказу, на него набросились с топорами, строительной арматурой и ножами, но «люди, мирные демонстранты, тут же кинулись защищать меня, вытаскивать из этого котла. И они буквально на руках занесли меня обратно на трактор».
18 февраля 2014 года в Киеве произошли ожесточённые столкновения евромайдановцев с милицией. Бывший советник министра внутренних дел И. В. Кива в ноябре 2018 года заявил, что в это время видел Порошенко пьяным в штабе оппозиции, на втором этаже Дома профсоюзов. По рассказу самого Порошенко, он находился на месте событий, когда около девяти утра «Беркут» начал стрелять по протестующим, и лично помогал выносить раненых. Комментируя это высказывание, редактор «Независимого бюро новостей» Т. А. Высоцкая отметила, что в 9 утра «беркутовцы» ещё не стреляли — из этого она сделала вывод, что Порошенко пытается переписать историю. Затем появилось видео событий 18 февраля 2014 года, на котором Порошенко стоит возле раненого и предлагает пострадавшему положить его на щит и перенести в спокойное место.
28 февраля 2014 года во время обострения ситуации в Крыму Пётр Порошенко прибыл в Симферополь в качестве представителя украинских властей для встречи с депутатами Верховного Совета Крыма. Уже в симферопольском аэропорту, однако, Порошенко встретили пикеты местных активистов антимайдана. После того, как Порошенко не пропустили в здание крымского парламента, местная милиция помогла ему добраться до аэропорта, откуда он вылетел обратно в Киев.

### Президентские выборы-2014
Одновременно со смещением Виктора Януковича с поста президента Верховная рада назначила внеочередные президентские выборы на 25 мая 2014 года. По результатам социологических опросов, предшествовавших выборам, Порошенко пользовался наибольшей поддержкой среди всех потенциальных кандидатов.

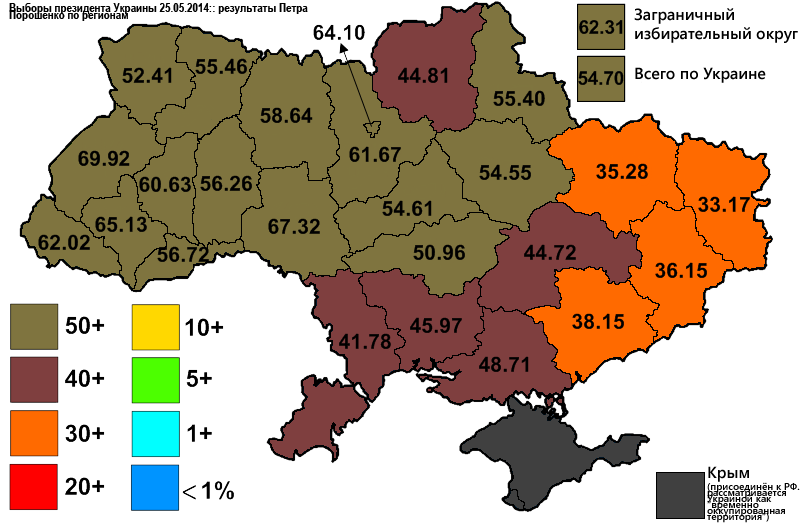
Результат Петра Порошенко по регионам

29 марта он заявил, что будет баллотироваться на пост президента; в то же время другой ведущий кандидат, Виталий Кличко, покинул президентскую гонку, поддержав Порошенко. Это произошло в результате подписания конфиденциального соглашения между двумя политиками в Вене; на их встрече также присутствовали предприниматель Дмитрий Фирташ и бывший сотрудник администрации президента Украины Сергей Лёвочкин.
Порошенко заявил, что в случае победы на выборах он продаст свой концерн Roshen, но оставит в своей собственности 5 Канал.
Кампания Порошенко проводилась под лозунгом «Жити по-новому» (рус. «Жить по-новому»). Порошенко пообещал избирателям покончить с политическим влиянием олигархов.
Уже в ходе своей предвыборной кампании Порошенко заявлял, что не намерен вести переговоры с «сепаратистами» в Донбассе, поскольку они никого не представляют: «Мы должны восстановить закон и порядок и смести террористов с улиц».
Порошенко одержал победу по итогам первого тура выборов, прошедших 25 мая.

## Президент Украины

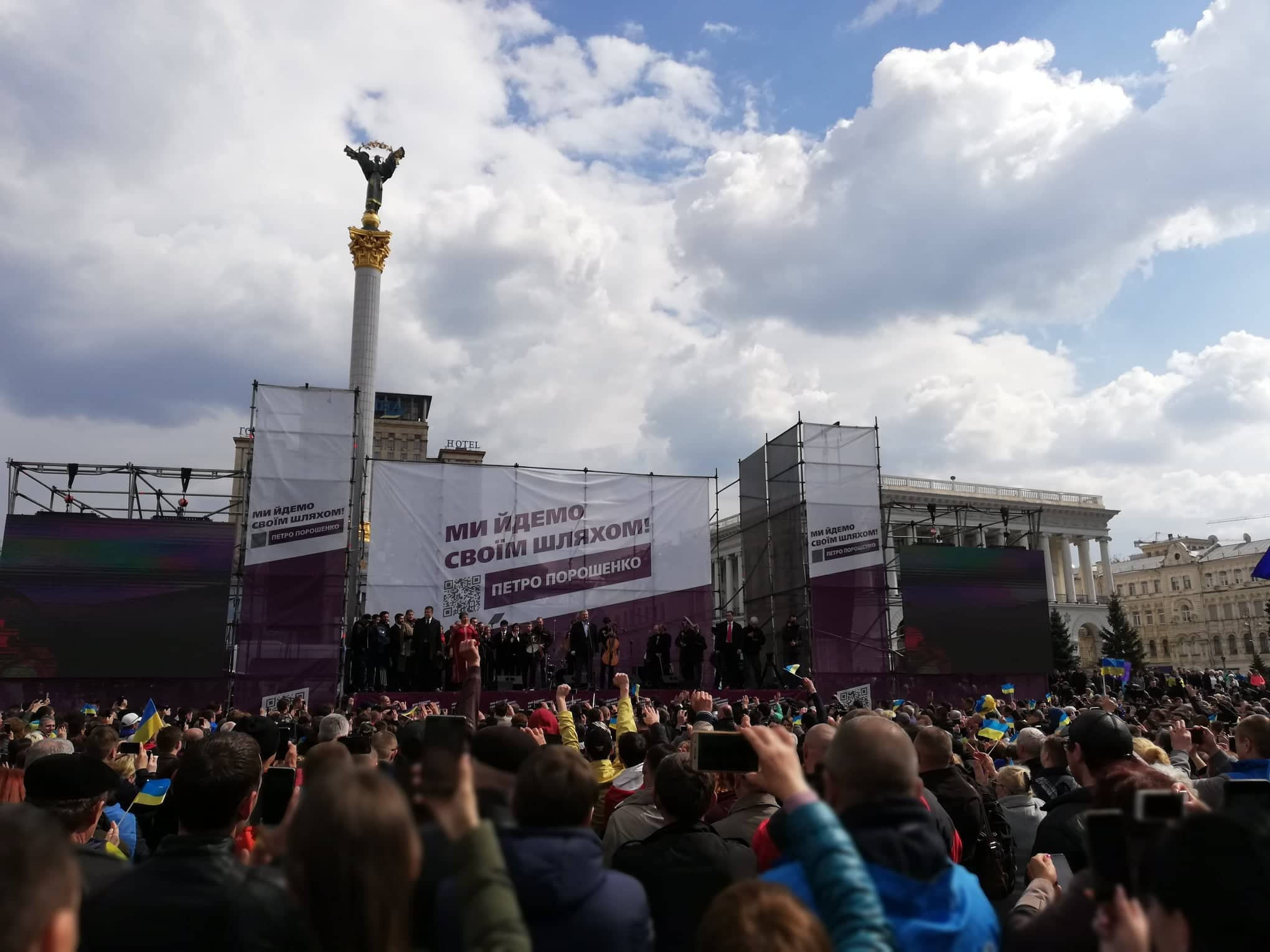

Инаугурация состоялась 7 июня 2014 года. В торжествах по случаю вступления нового президента Украины в должность приняли участие около 60 официальных зарубежных делегаций, включая 23 глав государств, правительств, парламентов и руководителей международных организаций, а также представители дипломатического корпуса, аккредитованного на Украине. Инаугурация была отмечена инцидентом — солдат почётного президентского караула, предположительно из-за солнечного удара, уронил карабин во время прохождения Порошенко от автомобиля к зданию Верховной рады.

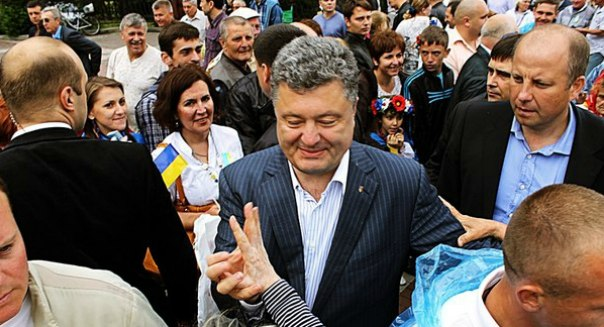
Порошенко в Мелитополе, 2014

В своей инаугурационной речи Пётр Порошенко назвал свои приоритеты на посту президента Украины:
1. сохранение и укрепление единства Украины, возвращение Крыма[78];
2. сохранение статуса украинского языка как единственного государственного языка, гарантии свободного использования русского языка в Донбассе[78];
3. Украина — унитарное государство;
4. проведение досрочных местных выборов в Донбассе;
5. безвизовый режим и членство в Европейском союзе;
6. досрочные парламентские выборы;
7. усиление военной мощи Украины[79].

По данным института Гэллапа, рейтинг поддержки действий Порошенко гражданами на декабрь 2015 года составил 17 % (по сравнению с 47 % через несколько месяцев после избрания). Наименьшую поддержку он получил на юге и востоке (7 и 11 %), наибольшую — на западе и в центре страны (22 %). Через год после избрания Порошенко, президент Проекта по переходным демократиям Брюс Джексон заявил: «Пётр Порошенко, любите ли вы его или нет, не создаёт результатов. Украинское правительство настолько хрупкое, что оно слишком слабо, чтобы сделать необходимые вещи для создания единого и независимого государства». В марте 2016 года редакционная коллегия New York Times отметила, что «президент Украины Пётр Порошенко был и остался продуктом старой эпохи. Для него коррупция на родине стала разменной монетой в попытке освободить себе пространство для манёвра, необходимое для получения очередного транша финансовой помощи Международного валютного фонда (МВФ) и доноров». В мае 2016 года издание The Economist назвало Украину пятой в мировом рейтинге по «кумовскому капитализму» после России, Сингапура и Малайзии.

### Внутренняя политика

#### Антикоррупционная политика

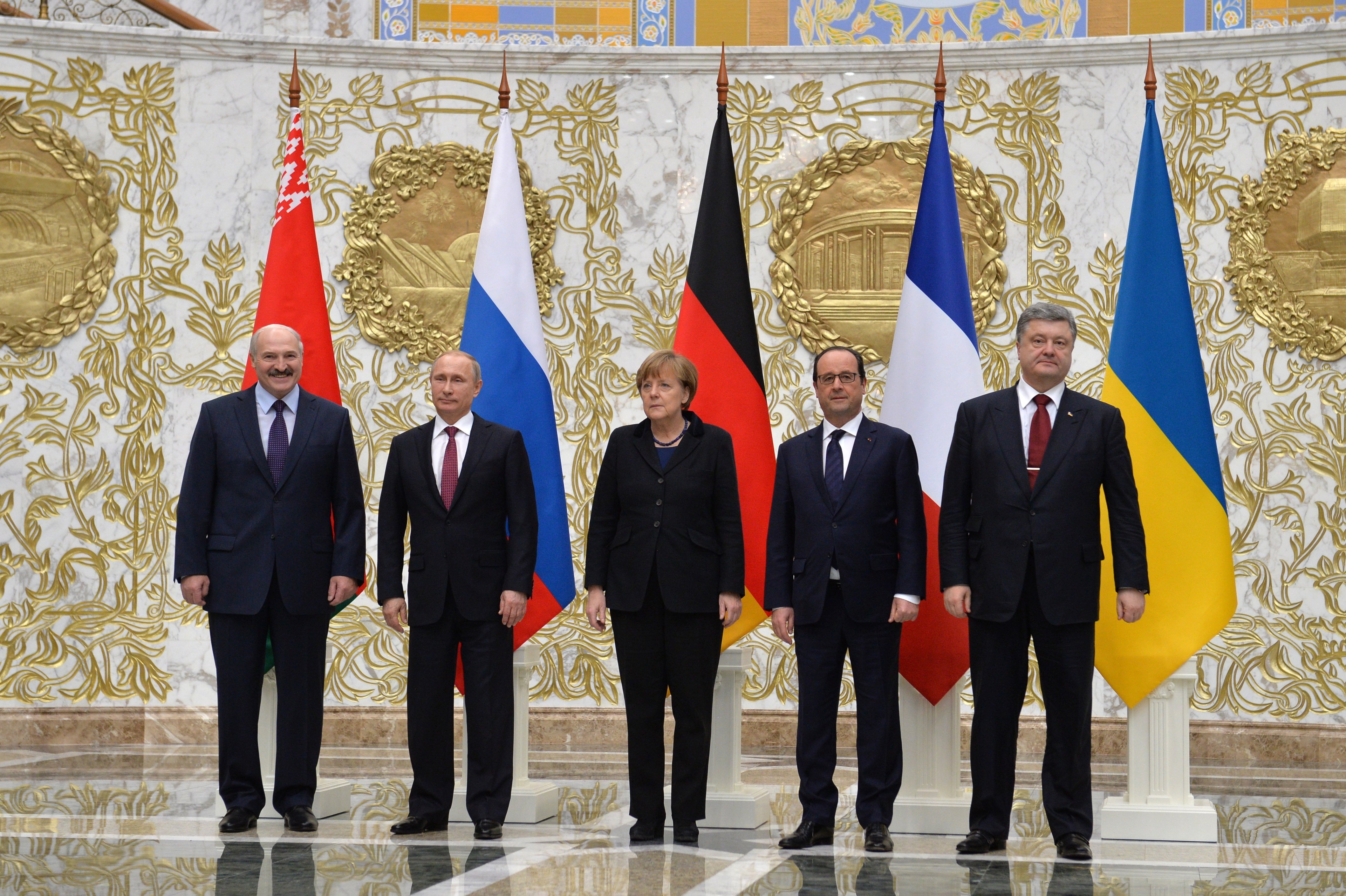
Нормандская четвёрка и Александр Лукашенко в Минске, 11 февраля 2015

По мнению главы посольства Германии в Украине Анки Фельдгузен при Порошенко была создана почти вся антикоррупционная инфраструктура в Украине (включая создание Антикоррупционного суда, запуск которого был завершён президентом Зеленским).
При этом согласно отчёту международной организации Transparency International Украина значительно улучшила свои позиции в мировом рейтинге восприятия коррупции (отчасти благодаря запуску прозрачного портала госзакупок ProZorro).

#### Децентрализация
В середине июня 2014 года Порошенко инициировал изменения в Конституции Украины, имеющие целью децентрализацию управления. По словам Порошенко (16 июня 2014), эти изменения представляли собой «ключевой элемент мирного плана». Порошенко предлагал изменить административное деление Украины, которое должно включать регионы (вместо нынешних областей), районы и общины. Порошенко также предложил создать должность представителей президента, которые будут контролировать исполнение украинской Конституции и законов с соблюдением прав и свобод человека в областях и районах. В случае «чрезвычайной ситуации или режима военного положения», они будут «направлять и организовывать» свои территории. Батькивщина, ключевой партнёр по коалиции в правительстве Арсения Яценюка, выступила против этого плана. Выступил категорически против избрания губернаторов, так как по его мнению это «путь к федерализации, которую он не допустит».

#### Роспуск Верховной Рады

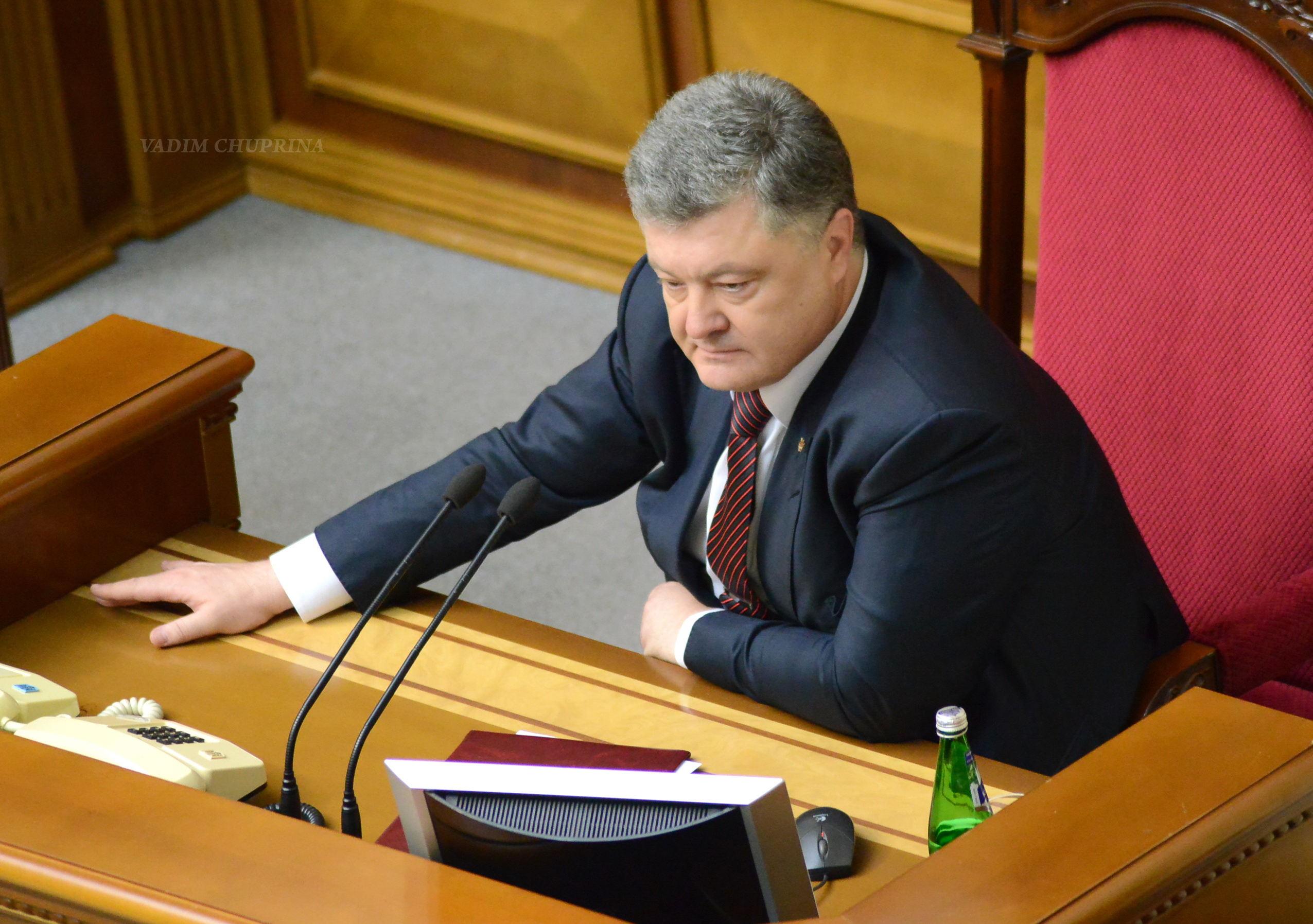
Пётр Порошенко в Верховной Раде, 2 июня 2016 года

25 августа 2014 Порошенко объявил досрочные выборы в Верховную Раду (парламент Украины), которые состоялись 26 октября 2014 года. По его словам, было необходимо «очистить Раду, оплот [бывшего президента] Виктора Януковича». Порошенко отметил, что эти депутаты Рады были ответственны за так называемые «диктаторские законы». Порошенко также заявил, что многие из (тогдашних) депутатов были «прямыми спонсорами и пособниками или, по крайней мере, сочувствующими боевикам-сепаратистам».
27 августа 2014 на партийном съезде партии «Солидарность» было принято новое название: «Блок Петра Порошенко». Поскольку на Украине президент не имеет права быть членом партий, Порошенко стал почётным лидером Блока.

#### Декоммунизация
Порошенко приветствовал тот факт, что по итогам парламентских выборов 2014 года Верховная Рада впервые за 96 лет оказалась без коммунистов, и таким образом, по словам президента, «народный суд… вынес смертный приговор КПУ». В своём заявлении к парламенту, сделанному в июне 2015 года, Порошенко сказал, что коммунизм надо «выветривать из головы».
При нём в стране продолжился снос памятников Ленину. Когда 28 сентября 2014 года в Харькове был снесён крупнейший в стране памятник Ленину высотой более 20 метров (при этом несколько сотен жителей Харькова просили мэра города восстановить памятник), то Порошенко отказался осудить данную акцию, заявив: «разве могло произойти по-другому в городе,…где никогда в жизни не был, не останавливался Владимир Ильич Ленин». На Украине также были массово переименованы населённые пункты и улицы, происходили преследования украинских коммунистов. Согласно заявлению украинского президента, сделанного им в мае 2016 года, недопустимо, чтобы украинские города носили имена С. М. Кирова, Ф. Э. Дзержинского или Г. И. Петровского. В ноябре того же года он призвал завершить декоммунизацию, «поскольку это вопрос украинской национальной безопасности. Равно как и нашей ответственности за будущее, и нравственного долга перед миллионами и миллионами украинцами, уничтоженных большевизмом». Но спустя почти год, в своём ежегодном послании к Верховной Раде, Порошенко заявил, что «декоммунизация не уничтожила спроса на коммунистическую идеологию классовой ненависти. Более того, этот спрос объективно усилился вследствие социально-экономического кризиса и углубления расслоения между богатыми и бедными».
В мае 2018 года Порошенко объявил, что было демонтировано почти 1,5 тысячи памятников Ленину, переименованы 52 тысячи площадей и улиц и почти тысяча населённых пунктов. В том же году он предложил Верховной Раде переименовать Днепропетровскую область (носящей имя Петровского) на Днепровскую и высказался о деятельности Г. И. Петровского, место которому, по словам Порошенко, на «свалке истории»:
На карте Украины не может быть места для Петровского. Мало того, что он один из руководителей коммунистической диктатуры, он ещё и соорганизатор и исполнитель Голодомора, геноцида украинского народа.

#### Языковая политика

##### Русский и украинский языки
Согласно Конституции Украины, государственным языком Украины является украинский язык. В 2012 году Верховной радой был принят закон «Об основах государственной языковой политики», благодаря которому русский язык приобрёл статус регионального в ряде регионов Украины. После смены власти в феврале 2014 года Верховная рада, перешедшая на сторону оппозиции, одним из первых своих действий попыталась отменить этот закон, однако исполняющий обязанности президента Александр Турчинов не подписал решение Верховной рады. Закон утратил силу в 2018 году по решению Конституционного суда.
Придя к власти, в своей инаугурационной речи Порошенко заявил, что на посту президента будет гарантировать «свободное использование в вашем регионе русского языка». В интервью французской газете «Фигаро» он сказал, что принятое Верховной радой решение лишить русский язык статуса регионального было ошибкой и что «в ходе моей предвыборной кампании я неоднократно подчёркивал, что никогда подобный закон не получит моего одобрения».
6 июля 2016 года он подписал закон, вводящий и постепенно повышающий обязательные доли передач и песен на украинском языке в радиовещании (не менее 35 % общего объёма песен, распространённых в течение суток и не менее 35 % общего объёма песен, распространённых в каждом промежутке времени между 07:00 и 14:00 и между 15:00 и 22:00). 7 июня следующего года он поставил подпись под закон о языковых квотах на телевидении (не менее 75 % на украинском языке для общенациональных и региональных компаний и 60 % для местных телерадиокомпаний; для других языков льготы, в частности крымскотатарского). Результатом стало почти полное вытеснение русского языка из телевидения и радио. Уже в 2018 году доля украинского языка в эфире общенациональных телеканалов в среднем составляла 92 %, в эфире общенациональных радиостанций — 86 %, в то время как российский контент упал до исторического минимума в 7 %.
В сентябре 2017 года Пётр Порошенко подписал принятый Верховной Радой закон «Об образовании», устанавливающий украинский в качестве языка образовательного процесса в учебных заведениях. Законом было определено, что представители меньшинств, приступившие к обучению до 1 сентября 2018 года, продолжают образование до 1 сентября 2020 года с постепенным увеличением количества предметов на украинском языке. Он гарантировал им право на обучение в коммунальных учреждениях наряду с государственным и на языке меньшинства (через классы). С другой стороны, этот закон даёт возможность преподавать один или несколько предметов на английском и иных языках стран Евросоюза. На октябрьском пленарном заседании ПАСЕ Порошенко заявил, что Украина учтёт выводы Венецианской комиссии по языковой статье данного закона и что его страна будет «должным образом гарантировать языковые права в соответствии с национальным законодательством и международными обязательствами и стандартами». Рассмотрев положения закона, Комиссия раскритиковала ст. 7 и дала свои рекомендации по ней. Она в числе прочего отметила, что, несмотря на обеспечение правовой основы для преподавания некоторых предметов на языках ЕС, закон не содержит «решения для языков, которые не являются официальными языками ЕС, в частности, русского языка, как наиболее широко используемого негосударственного языка», приходя к мнению, что «менее благоприятное отношение к этим языкам трудно каким-либо образом оправдать, и, следовательно, это вызывает проблему дискриминации».
В 2018 году Порошенко подписал указ о десятилетии (с этого года) украинского языка. В марте следующего года он посетил мероприятие в Канев, проходившей на Тарасовой горе связи с 205-летием со дня рождения украинского поэта и писателя Тараса Шевченко. В своей речи Порошенко объявил, что Украина освободилась от длившейся годами «культурной оккупации» Россией, подразумевая усиление позиций украинского языка в стране:
Мы покончили с многолетним унижением, когда украинский язык на Украине приходилось буквально спасать. Сегодня амбиции у нас ещё выше: представить нашу культуру и язык так, чтобы их красоту и силу по достоинству оценил весь мир.
При этом, будучи президентом, Порошенко не раз называл себя русскоязычным человеком. В 2015 году он говорил: «для себя нашёл цифры, что 61 % наших бойцов, которые воюют в зоне АТО, являются русскоязычными. Так же как и я. Я родился в Одесской области, я русскоговорящий». Себя он называл русскоязычным и во время президентских выборов 2019 года, выступив с соответствующим заявлением в программе «Свобода слова» на телеканале ICTV. Более того, в 2018 году он и вовсе объявил, что до 1997 года не разговаривал на украинском языке, и уточнил, в какой языковой среде вырос: «я родился в Одесской области, в селе у бабушки был суржик, учился я всё время на русском». В другом случае, на одной из пресс-конференции 2016 года, ему пришлось обратиться за помощью к секретарю с вопросом «как будет „кошелёк“?» по-украински. По мнению российского сенатора А. К. Пушкова, высказанному им в марте 2019 года, «Порошенко говорит по-русски лучше, чем по-украински», а украинский у него «такой топорный».
Порошенко приветствовал принятие 25 апреля 2019 года Верховной радой закона «Об обеспечении функционирования украинского языка как государственного», назвав это «ещё одним важнейшим шагом на пути ментальной независимости» украинцев: «Принятие закона — это действительно историческое решение, которое стоит рядом с восстановлением нашей армии и получением автокефалии… Украинский язык — это символ нашего народа, нашего государства и нашей нации», — написал он на своей странице в Facebook.

##### По отношению к другим языкам
Во время своей рабочей поездки во Львов в 2014 году Порошенко призвал «говорить не об особом статусе русского, а об особом статусе английского», отметив, что «вторым языком, обязательным для изучения в школах и вузах, должен быть исключительно английский, а уже никак не русский». В последующие годы он несколько раз высказывался в пользу использования английского языка. В октябре 2015 года Порошенко предложил сделать его вторым рабочим языком на Украине. Спустя месяц он поддержал электронную петицию украинских граждан, связанной с дублированием во внутреннем паспорте гражданина Украины информации на русском языке, и высказался за то, чтоб информация дублировалась на английском языке. 23 апреля 2017 года, в международный день английского языка, Порошенко опубликовал пост в Facebook, призывающий жителей Украины изучать английский: «Знать английский язык — это быть на одной волне с современным цивилизованным миром, иметь мощный инструмент для саморазвития и доступ к уникальному пласту знаний».
В октябре 2018 года он объявил о введении в отдельных классах некоторых школ Запорожской области изучение болгарского языка, заявив: «потому что, чем больше ты знаешь языков, тем больше ты готов к европейской жизни».

#### Ядерное оружие
13 декабря 2014 года Порошенко заявил, что он не хочет, чтобы Украина снова стала ядерной державой.

#### Отношение к УПА

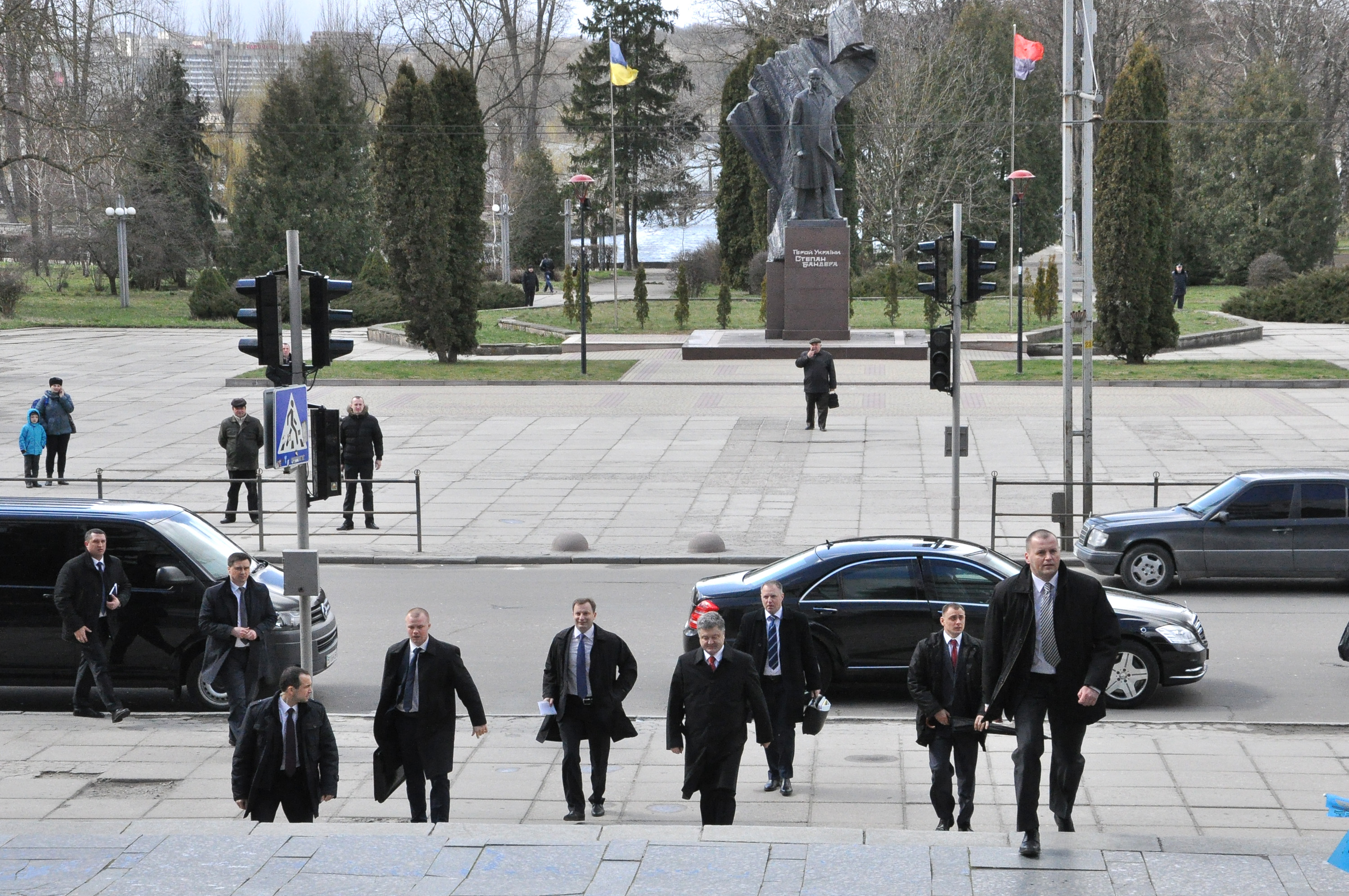
Порошенко на фоне памятника Степану Бандере в Тернополе

25 сентября 2014 года Порошенко на пресс-конференции в Киеве заявил, что настало время решить на государственном уровне вопрос о статусе воинов Украинской повстанческой армии как защитников Украины. Порошенко напомнил, что ранее вопрос об УПА раскалывал страну и его не ставили на повестку дня. 14 октября 2014 года указом Порошенко день празднования Покрова Пресвятой Богородицы, считающийся также датой создания УПА и Днём украинского казачества, провозглашён «Днём защитника Украины» — государственным праздником, который будет отмечаться ежегодно, в то время как ранее существовавший праздник 23 февраля («День защитника Отечества») был отменён.
15 мая 2015 года Порошенко подписал закон «О правовом статусе и памяти борцов за независимость Украины в XX веке», согласно которому солдатам УПА присваивается статус «борцов за независимость Украины».

### Война в Донбассе

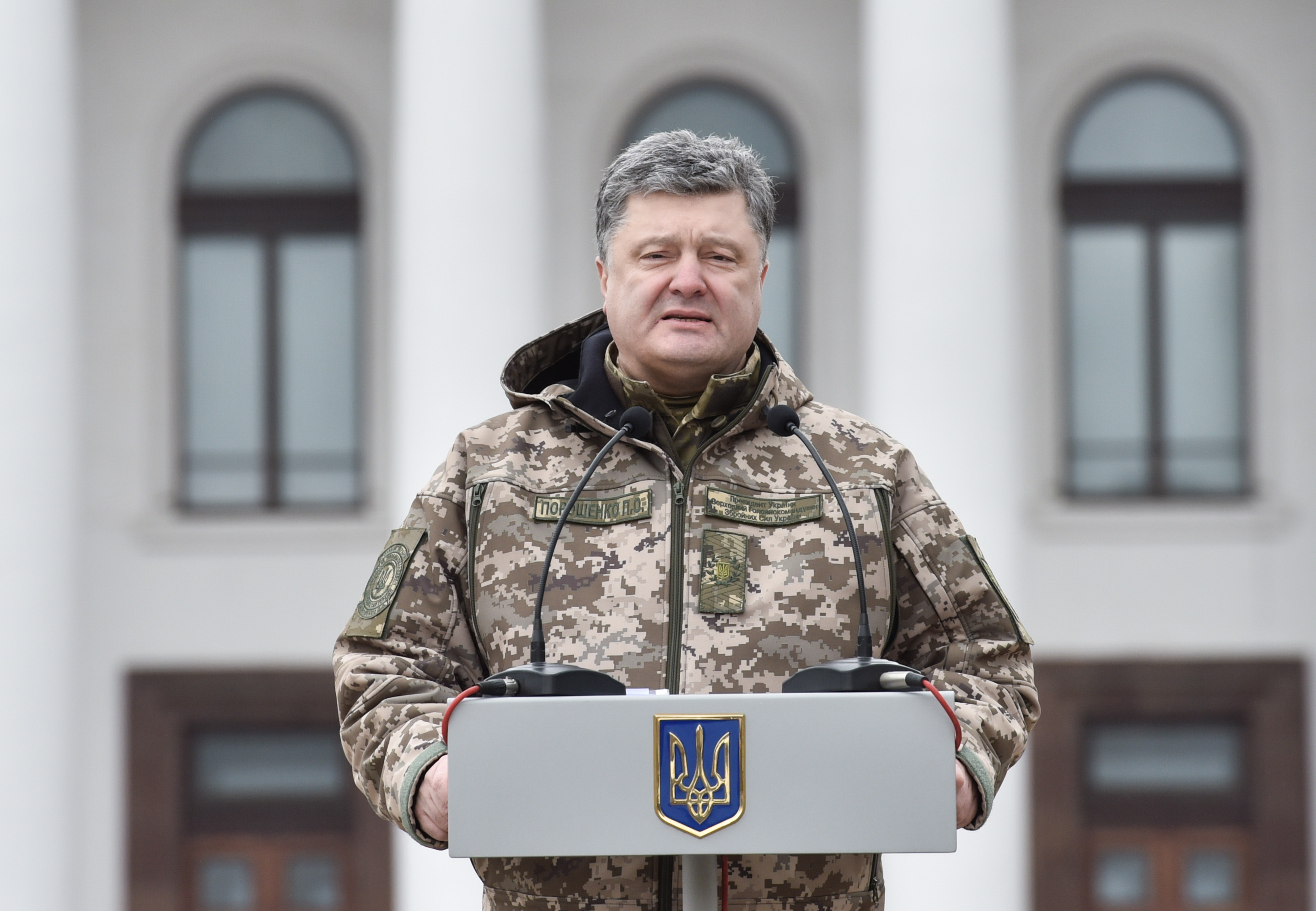
Порошенко в военной форме Верховного главнокомандующего

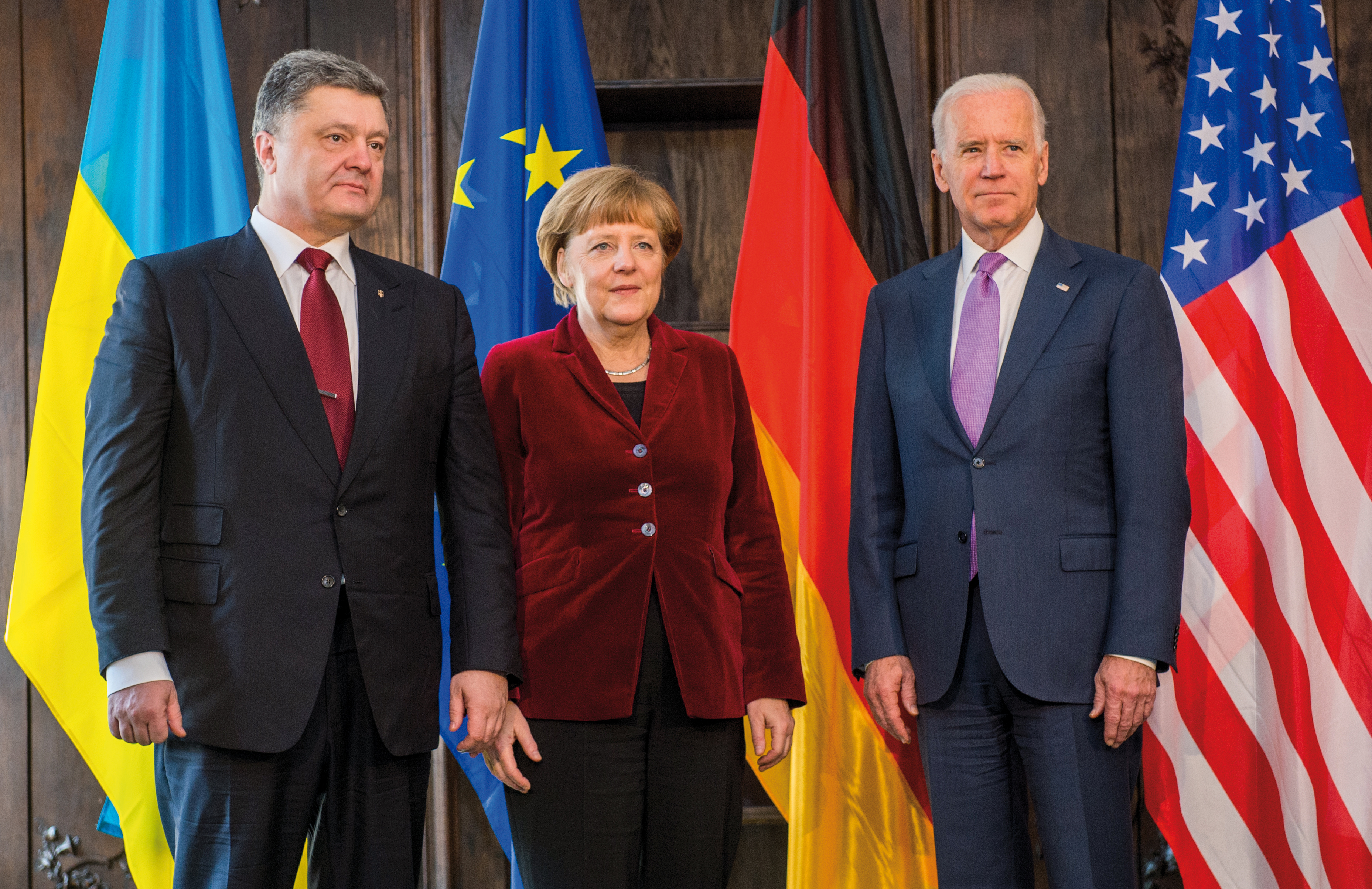
51 Конференция по безопасности в Мюнхене 2015

В 2014 украинские войска восстановили контроль над Краматорском, Славянском и Мариуполем, однако не смогли продолжить наступление и вернуть контроль над Донецком и Луганском. Согласно указу президента Порошенко в освобожденные города было выделено более 3 млрд гривен на строительство школ, больниц, детский садов и других инфраструктурных объектов.
Несмотря на подписание Кучмой, который был назначен Порошенко официальным представителем Украины, Минских соглашений о мирном урегулировании в Донбассе, Порошенко впоследствии делал заявления и принимал решения, которые расценивались в России как противоречащие тому, что в этих соглашениях написано. Впоследствии Порошенко заявил, что война закончится только тогда, когда Украина вернёт себе Донбасс и Крым.

#### Свобода слова
По мнению международной организации «Freedom house» во время президентства Порошенко уровень агрессии со стороны государства по отношению к журналистам снизился, так же как и давление на государственные медиа-ресурсы. Организация также отметила улучшения в законе о доступе к информации и увеличение независимости медиа-регуляторов. Так классификация Украине в ежегодном рейтинге Freedom in the world улучшилась с «not free» до «partly free»
Введение Порошенко в мае 2017 года санкций против российских СМИ и интернет-ресурсов (в том числе «ВКонтакте», «Одноклассники», Яндекс и Mail.ru) было оценено Международной правозащитной организацией Human Rights Watch как «страшный удар по свободе слова на Украине». «Это форма цензуры, которая противоречит принципам свободы выражения мнений и свободы прессы» — заявил президент Международной федерации журналистов Филипп Лерут.

#### Религия
17 апреля 2018 года на встрече с лидерами парламентских фракций Пётр Порошенко заявил, что он и иерархи Украинской православной церкви Киевского патриархата (УПЦ КП) и Украинской автокефальной православной церкви (УАПЦ) решили официально обратиться к вселенскому патриарху Варфоломею I с просьбой о предоставлении автокефалии православной церкви на Украине и просят парламент поддержать это обращение.
19 апреля 2018 года Верховная Рада приняла постановление о поддержке обращения Петра Порошенко к вселенскому патриарху о предоставлении томоса на автокефалию православной церкви на Украине. После этого Пётр Порошенко у себя в нас странице в Фейсбук заявил, что Святой и Священный Синод Вселенского Патриархата объявил о начале процедур, необходимых для предоставления автокефалии Украинской Православной Церкви.
19 апреля 2018 года в 11 часов 32 минуты (время московское) на официальном сайте УНИА «Укринформ» были опубликованы высказывания Петра Порошенко в ходе выступления в Верховной Раде:
«Долгожданный нами томос ещё больше укрепит религиозную свободу в Украине и межконфессиональный мир, усилит права и свободы граждан, которые будут наконец едины и перестанут делиться на якобы канонических и якобы неканонических. Такой томос укрепит нашу независимость. Он удалит рудименты того политического проекта, назвать который „Русским миром“ и который придумали, кстати, именно иерархи РПЦ. Это уже потом эту опасную для Украины политическую ересь подхватила светская власть Российской Федерации».

### Внешняя политика

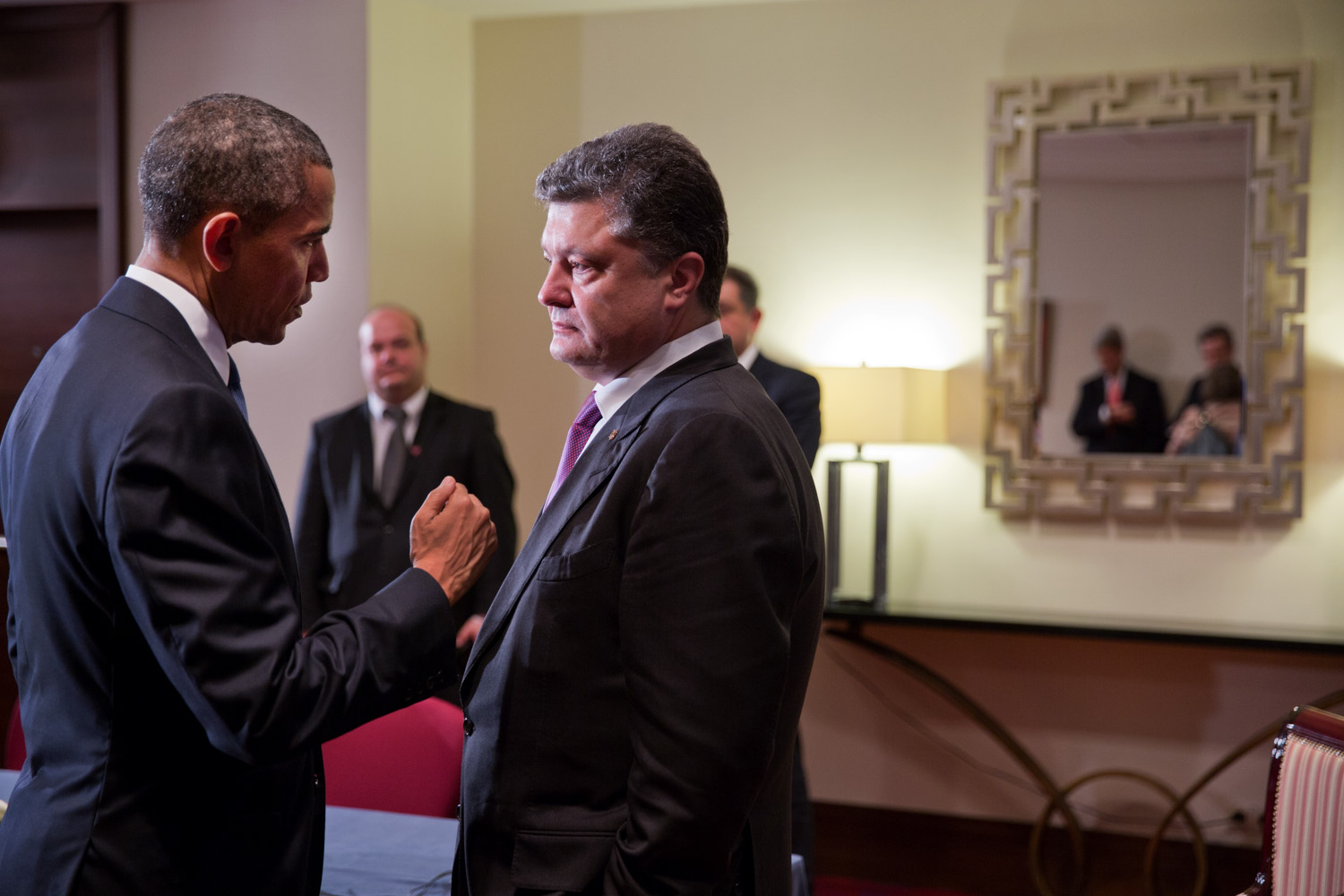
Порошенко и президент США Барак Обама, 7 июня 2014 года

#### Россия
В июне 2014 года Порошенко запретил любое сотрудничество с Россией в военной сфере.
26 июня 2014 года Порошенко, выступая в ПАСЕ, заявил, что двусторонние отношения с Россией не могут быть нормализованы, если Россия не отменит аннексию Крыма.
Министр иностранных дел России Сергей Лавров назвал «ультиматумом» мирный план президента по урегулированию ситуации на Востоке Украины.
26 августа 2014 года Порошенко встретился с президентом России Владимиром Путиным в Минске, где Путин призвал Украину не нагнетать военное давление на непризнанные республики. Порошенко ответил требованием «остановить поставку российского оружия боевикам». Он сказал, что его страна хочет политического компромисса и пообещал рассматривать интересы русскоговорящих людей в Восточной Украине. Вскоре после этого наступление украинской армии захлебнулось, и она понесла серьёзные потери.
20 февраля 2015 года П. А. Порошенко подписал указ, вводящий в действие решения СНБО от 25 января «О чрезвычайных мерах противодействия российской угрозе и проявлениям терроризма, поддерживаемым Российской Федерацией». Спустя почти два года, 9 февраля 2018 года он подписал указ «о дополнительных мерах относительно противодействия информационной агрессии Российской Федерации».
Украина ввела санкции против России. Своим указом П. А. Порошенко ввёл персональные санкции против руководителей некоторых российских информационных агентств, телеканалов и интернет-изданий. 20 марта 2019 года Порошенко утвердил решение СНБО от 19 марта о дополнительных персональных санкциях против России, которые коснулись 294 юридических и 848 физических лиц, в том числе председателя Государственной думы России В. В. Володина.
28 августа 2018 года Порошенко поручил МИДу готовиться к расторжению Договора о дружбе, сотрудничестве и партнёрстве с Россией и 17 сентября он утвердил решение СНБО за 6 сентября о прекращении договора. Спустя время, в ноябре, в Керченском проливе произошёл вооружённый инцидент, когда Вооружённые силы РФ и корабли Береговой охраны Пограничной службы ФСБ России задержали украинские суда, попытавшиеся пройти через указанный пролив. На фоне этого инцидента Порошенко 3 декабря внёс в парламент законопроект о прекращении действия данного договора и после его одобрения Верховной Радой, он 10 декабря подписал закон о прекращении с 1 апреля 2019 года действия «Договор о дружбе, сотрудничестве и партнёрстве между Российской Федерацией и Украиной», предложив рассматривать данный шаг как «окончательный разрыв с колониальным прошлым и переориентацию на Европу».
7 ноября 2018 года Порошенко подписал принятый 18 октября украинским парламентом закон, в соответствии с которым в УК Украины появилась новая статья (ст. 332 «Незаконное пересечение государственной границы»), по которой «лица, имеющие гражданство государства-агрессора, или другие лица в интересах государства-агрессора» подлежат уголовному преследованию за незаконное пересечение украинской границы. Заместитель Председателя комитета Госдумы России по международным делам А. В. Чепа расценил данный шаг как провокацию, «направленная против российских граждан и граждан других стран, которые будет посещать Донбасс, Луганск и Крым».

#### Прекращение военно-технического сотрудничества с Россией
16 июня 2014 года, через несколько дней после инаугурации, Порошенко запретил сотрудничество с Россией в области ВПК, которое было приостановлено ещё до президентских выборов, а 27 августа, в день когда СНБО распорядился прекратить экспорт в Россию товаров военного назначения и двойного использования, правительство получило от президента указание принять меры по запрету экспорта этих товаров. 8 июня 2015 года Порошенко подписал законы о денонсации соглашений с Россией, касающихся сотрудничества в военной области, в области военной разведки, организации военных межгосударственных перевозок и расчётов за них.
До этого украинский ВПК был тесно взаимосвязан с российским. На Украине после распада СССР осталось большое количество предприятий ВПК (например, страна получила почти треть предприятий и конструкторских бюро ракетной и авиационной отраслей СССР). В авиационной промышленности до 2015 года Россия была в числе главных партнёров страны, а из российских комплектующих наполовину состояли самолёты Украины. В результате разрыва кооперационных связей с Россией из совместного российско-украинского предприятия был выведен украинский концерн «Антонов». В 2016 году, в связи с вхождением предприятий концерна в состав «Укроборонпрома», власти страны приняли решение ликвидировать «Антонов». После этого авиапроизводитель «Антонов», как составная часть концерна «Укроборонпрома», пришёл к договорённости с американской компанией Boeing о поставках комплектующих, что было поддержано Порошенко, посчитавшим, что такие договорённости станут залогом авиационной независимости Украины от России.

#### Азовское море. Военное положение
Обострение конфликта вокруг Азово-Керченской акватории началось в марте 2018 года, после задержания украинскими пограничниками крымского рыболовецкого судна «Норд», шедшего под российским флагом, за нарушение установленного Украиной порядка пересечения крымской границы. Россия в ответ обвинила Украину в «государственном пиратстве» и пообещала дать «жёсткий ответ», а вскоре после задержания «Норда» усилила досмотр судов, проходящих через Керченский пролив — официально мотивируя это «угрозами, исходящими от экстремистов в отношении России» и борьбой с «украинскими браконьерами».
Порошенко в июле поручил военным воспрепятствовать досмотру украинских судов со стороны российских пограничников и чтоб дипломаты «на следующей сессии Генеральной ассамблеи ООН подготовили новую резолюцию ассамблеи по Крыму, чтобы остановить какие-либо инсинуации, спекуляции о статусе Крыма». В сентябре СНБО приняло решение об усилении военного присутствия в Азовском море, при этом, в ходе заседания, украинский президент поручил правительству разработать морскую доктрину, а Министерству иностранных дел и Министерству юстиции Украины подготовить предложения «о юридической защите национальных интересов в части поведения России по блокировке Азовского моря, блокировке портов и компенсации соответствующих убытков». Выступая в том же месяце на Генассамблее ООН, Порошенко обвинил Россию в «оккупации Азовского моря»:
После оккупации Крыма идёт оккупация Азовского моря. Грубые действия должны быть отвергнуты как незаконные в соответствии с Конвенцией ООН по морскому праву. Они требуют жёсткого ответа, в том числе политики санкций и других мер.
В октябре 2018 года украинский президент подписал Указ, который ввёл в действие решение СНБО «О неотложных мерах по защите национальных интересов на Юге и Востоке Украины, в Чёрном и Азовском морях и Керченском проливе». МИДу Украины, в соответствии с решением, предстояло

обнародовать в установленном порядке, уведомив Секретариат ООН и РФ, определённые координаты срединной линии в Азовском море, Керченском проливе и Чёрном море, которая до заключения двустороннего соглашения является линией разграничения, то есть линией государственной границы между украинскими и российскими внутренними водами.

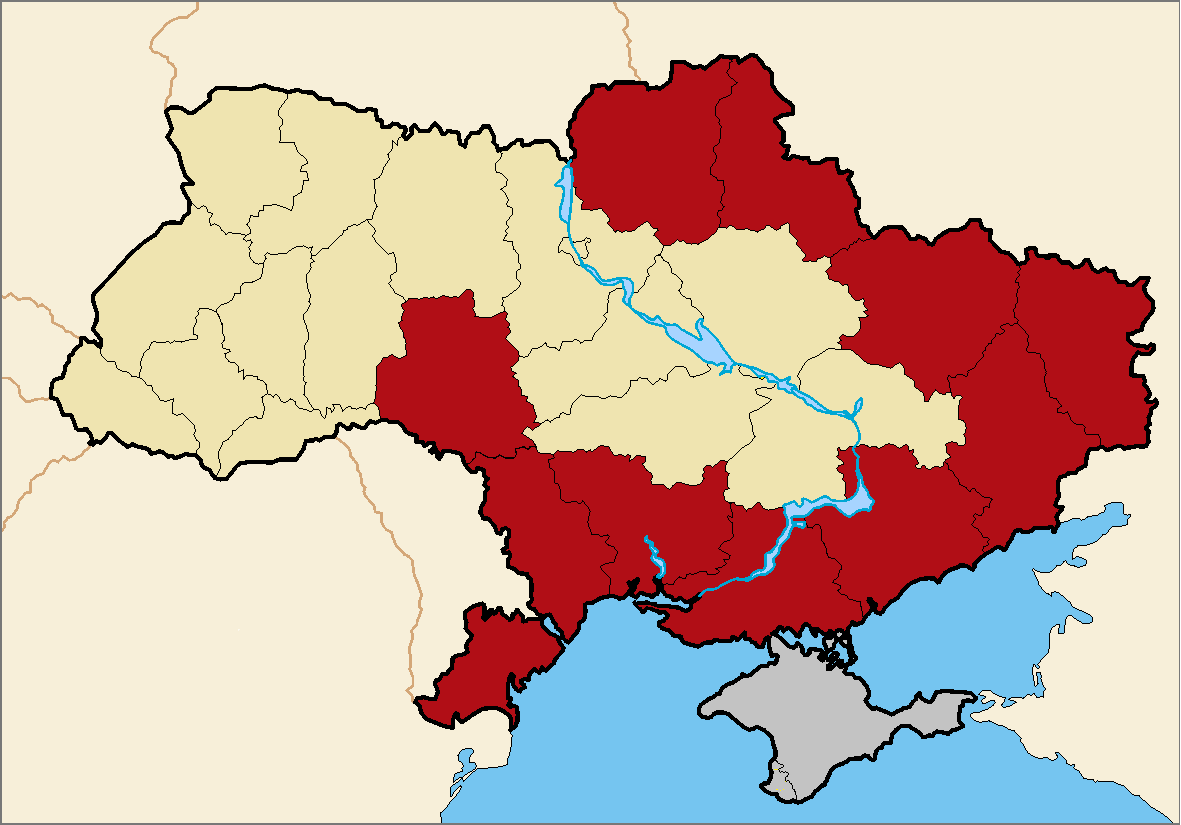
Военное положение на Украине в 2018 году. Красным цветом выделены области, на которые оно распространилось

Спустя чуть более месяца, 25 ноября, произошёл инцидент в Керченском проливе, в результате которого Береговой охраной Пограничной службы ФСБ России были задержаны три судна ВМС Украины и личный состав, находившийся на их борту. Официальный Киев назвал задержание судов актом агрессии. На следующий день, в ответ на инцидент, указом президента Украины утверждённым Верховной Радой Украины, в 10 областях и территориальном море страны было введено военное положение с 14:00 по местному времени «с целью усиления обороны Украины на фоне растущей агрессивности со стороны России».
4 декабря Пётр Порошенко заявил что Украина будет подавать иск в международный трибунал по морскому праву в связи с «актом агрессии России по отношении к Украине». Впоследствии суд ООН в своём решении стал на сторону Украины и потребовал вернуть катера и моряков украинской стороне.
6 декабря Верховная Рада приняла законопроект «О прилегающей зоне Украины», расширяющий контролируемую Украиной морскую территорию ещё на 12 морских миль (то есть до 24 морских миль) и позволяющий не только усилить функции погранслужбы, но и увеличить возможности для охраны прибрежной полосы. Нормы данного закона, по замечанию официального представителя МИД России Марии Захаровой, не могут применяться к акватории Керченского пролива и Азовского моря.

#### Антироссийская риторика
Против президента России В. В. Путина со стороны Порошенко в разное время были выдвинуты несколько обвинений: стремление восстановить Советский Союз и для этого завоевать Украину; намерении разъединить Евросоюз; глубокой и искренней ненависти к Украине, а также намерении «разукрасить Украину в русские цвета». Когда же Путин, посещая в марте 2019 года Крым, заявил о сложности прийти к взаимопониманию с украинскими властями и что «вряд ли можно сварить кашу и добиться какого-то позитивного результата», то Порошенко ответил: «относительно того, что кто-то с кем-то там „каши не сварит“, я не собираюсь ни кашу варить и есть, ни на рыбалку бегать» и пригрозил добиваться усилений антироссийских санкций. Комментируя высказывания украинского президента российский сенатор А. К. Пушков заявил, что тот может потерять право «варить любую кашу».
В мае 2017 года Порошенко, реагируя на заявление Путина о княжне Анне, сделанное им в контексте истории российско-французских отношений, не только назвал Ярослава Мудрого древнеукраинским князем, но и заявил, что «Путин пытался на глазах всей Европы похитить для российской истории Анну Ярославну». Спустя меньше месяца, выступая на встрече с украинской диаспорой в Париже, Порошенко объявил, что они не позволят россиянам украсть их историю и «весь мир теперь будет знать Анну как Анну Киевскую и символ партнёрских отношений между Францией и Украиной». В декабре он коснулся «Русской правды», заявив о том, что она не имеет отношения к истории России, поскольку «России тогда не существовало». Тогда же Порошенко утвердил новую символику для украинской прокуратуры, один из элементов которого — меч княжеской эпохи, напоминающий, по его словам «об одном из наидревнейших документов правосудия в Украине — „Русской правде“ Ярослава Мудрого».
В январе же 2019 года говорил об исторической важности боя под Крутами между войсками Советской России и Украинской Народной Республикой в 1918 году, связывая это событие с обретением Украиной независимости от России и рассматривая станцию Круты как один из эпизодов противостояния России. При том он и до этого обращался к событиям революции и Гражданской войны. Например, в 2018 году в Facebook Порошенко писал о поднятии 29 апреля 1918 года сине-жёлтого флага над большинством кораблей Черноморского флота в Севастополе, утверждая, что «провозглашение создания ВМС Украины окончательно зафиксировало победу украинского движения на флоте. Действия украинской армии привели к падению большевистского режима в Крыму».
При вступлении в силу безвизового режима Украины с Евросоюзом в июне 2017 года Порошенко процитировал первое четверостишие известного стихотворения М. Ю. Лермонтова:
Прощай, немытая Россия,
Страна рабов, страна господ,
И вы, мундиры голубые,
И ты, им преданный народ.
Спустя несколько дней президент России В. В. Путин ответил вторым четверостишием этого стихотворения и добавил, что «в тот момент области, которые сейчас являются Украиной, были областями России. Лермонтов говорил о всей России, включая и те области, которые сейчас являются Украиной», заключая: «может быть, и Пётр Алексеевич подаёт нам сигнал, что он тоже никуда не собирается. Он нам говорит, что у меня есть интересы в России и я никуда не собираюсь».
Согласно заявлению Порошенко, сделанного им в августе 2018 года, «мы избрали собственный путь развития и не имеем права с него сойти в угоду внешним врагам и их агентам внутри страны… Мы разрываем все оковы, которые связывают нас с Российской империей, с Советским Союзом», причём главной задачей власти и нынешнего поколения является превращение Украины в великую и сильную страну «без какой-либо перспективы возвращения в зону российского влияния». В следующем месяце Порошенко объявил, что они не собирались и не собираются спрашивать у «страны-агрессора или у Путина разрешения относительно нашей европейской интеграции и относительно нашей евро-атлантической интеграции».
В марте 2019 года украинский президент обвинил Россию в том, что она помешала развитию киевского метрополитена и что из-за её «агрессии» столичное метро один раз останавливала работу (с 18 по 20 февраля 2014 года).

#### Европейский союз
Европейский союз (ЕС) и Украина подписали экономическую часть Соглашения об ассоциации Украины и Европейского союза 27 июня 2014 года. Порошенко заявил, что этот день был самым историческим на Украине с момента обретения независимости в 1991 году, охарактеризовав его как «символ веры и нерушимой воли». По его словам, он готов к подготовке к вступлению Украины в ЕС.

#### НАТО

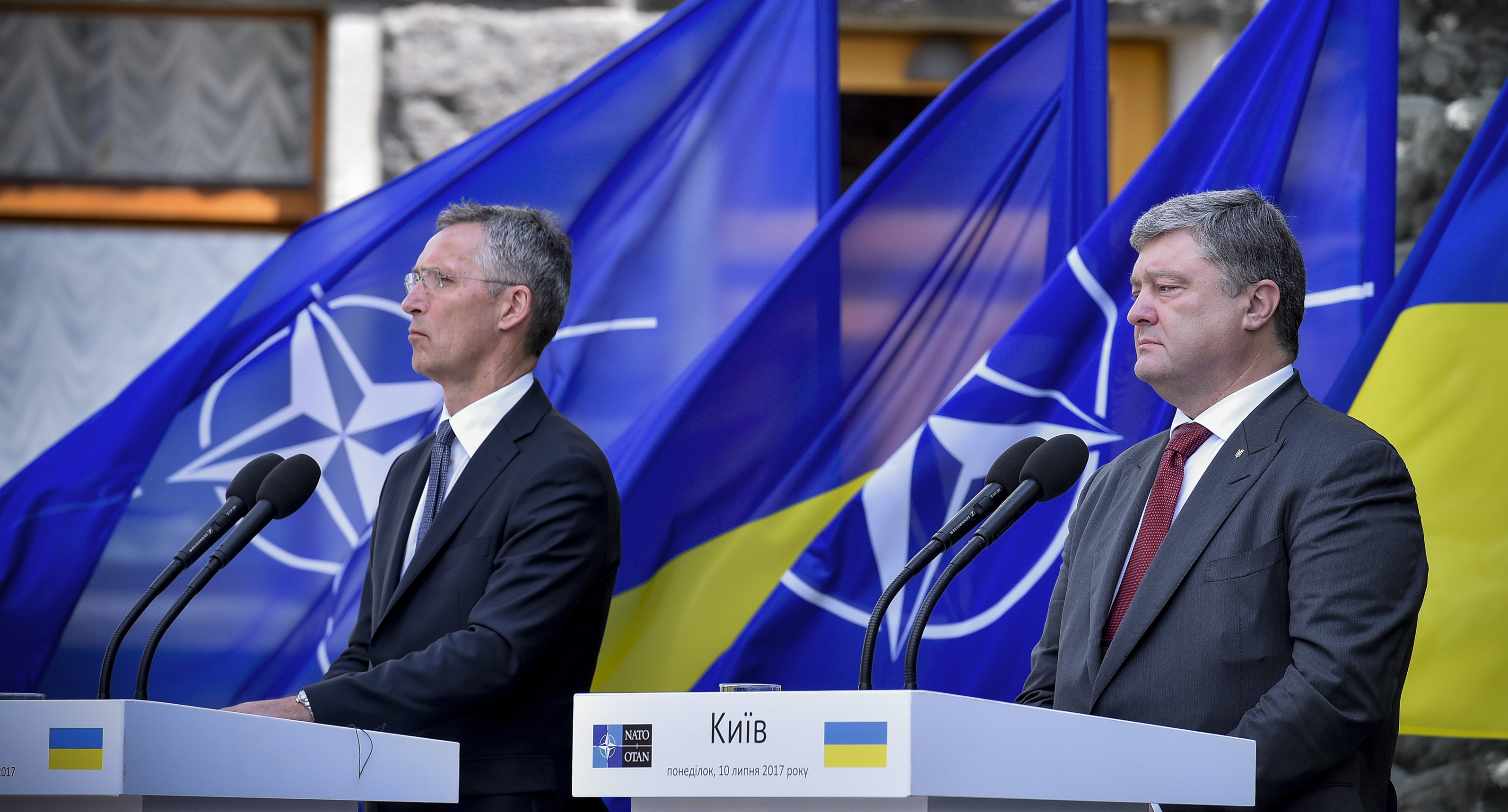
Порошенко и генеральный секретарь НАТО Йенс Столтенберг

В своём выступлении на открытии сессии нового парламента 27 ноября 2014 года Порошенко заявил: «Мы решили вернуться к курсу интеграции в НАТО», потому что «статус Украины не может гарантировать нашу безопасность и территориальную целостность». Украинский парламент 23 декабря того же года проголосовал (303 за, 8 против) за отмену законопроекта о внеблоковом статусе страны. 29 декабря 2014 Порошенко пообещал провести референдум о вступлении в НАТО.
Однако референдум так и не был проведён. В сентябре 2018 года, Порошенко внёс в Верховную Раду проект изменений в Конституцию страны, предусматривающий закрепление в ней европейского и евро-атлантического направления развития Украины. 7 февраля 2019 года Верховная Рада приняла закон, одобряющий поправки в Конституцию и 19 февраля данный закон был подписан Порошенко. Таким образом, в преамбуле Конституции была закреплена формулировка о «европейской идентичности украинского народа и необратимости европейского и евро-атлантического курса Украины», а ст. 102 Основного закона расширила полномочия главы государства, сделав его «гарантом реализации стратегического курса государства на приобретение полноправного членства в Европейском союзе и в Организации Североатлантического договора». В день подписания, на заседании украинского парламента, Порошенко заявил, что «изменения в конституцию никак не лишние. Моя стратегическая миссия — необратимость европейской и трансатлантической интеграции».
20 апреля Пётр Порошенко своим указом «Вопросы европейской и евро-атлантической интеграции» утвердил план о курсе Украины в Евросоюз и НАТО.

#### Канада
В июле 2016 года Украина и Канада подписали соглашение о зоне свободной торговли, а уже 17 ноября Порошенко подписал закон «О ратификации соглашения о зоне свободной торговли между Украиной и Канадой». С 1 августа 2017 года Соглашение вступило в силу.

### Президентские выборы-2019

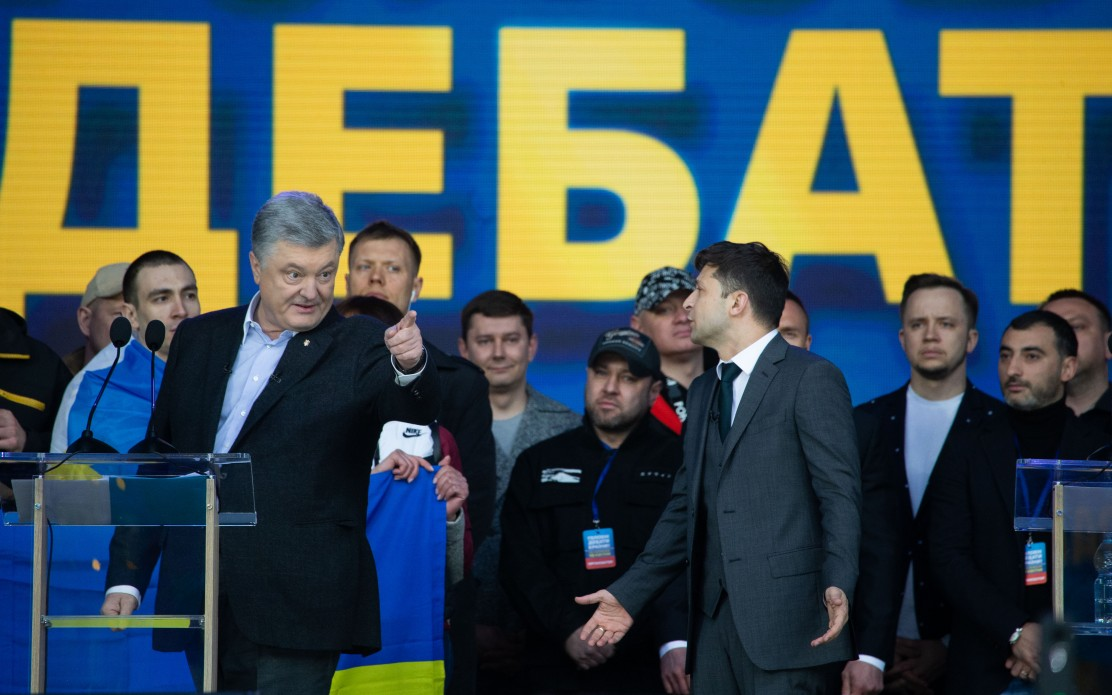
Дебаты с Владимиром Зеленским. НСК «Олимпийский»,
19 апреля 2019 года

29 января 2019 года Порошенко выдвинул свою кандидатуру для участия в президентских выборах в качестве самовыдвиженца. Российским наблюдателям от ОБСЕ заранее было запрещено присутствовать на выборах: 26 февраля Порошенко подписал принятый 7 февраля Верховной радой закон, в соответствии с которым гражданин «государства-агрессора» или «государства-оккупанта» или иные предложенные этим государством лица не могут быть наблюдателями на президентских, парламентских или местных выборах.
С августа 2018 г. начали появляться биллборды с рекламой «Армия! Язык! Вера! Мы идём своим путём. Мы — Украина. Пётр Порошенко» (какую-либо связь с которыми администрация президента отрицала), а лозунг «Армия! Язык! Вера!» начал продвигаться через социальные сети и размещаться на телеканалах. Однако позже окружение политика позиционировало лозунг «Армия! Язык! Вера!» как его месседж: язык и вера — основа нации, армия — её защита, а всё вместе — фундамент, но не национальная идея. Как достижения выставлялись внешнеполитические достижения и реформы, произошедшие в стране за последние годы, изменения в образовании, культуре и армии. В них не упоминали Порошенко, но лозунги об укреплении армии и содействии утверждению украинского языка позже стали частью его президентской кампании.
При этом главным его соперником пару раз объявлялся российский президент Путин. Когда Порошенко выдвигал свою кандидатуру, то перед его выходом к гостям последние могли смотреть видео, в одном из моментов которого был плакат с Порошенко и Путиным и надписью: «Либо Порошенко, либо Путин». Затем, во время эфира программы «Свобода слова» на телеканале ICTV, состоявшегося в марте, Порошенко и вовсе назвал российского президента Путина единственным своим оппонентом на выборах.
По итогам первого тура выборов, состоявшегося 31 марта 2019 года, Порошенко занял второе место после Владимира Зеленского, набрав 15,94 % голосов и выйдя во второй тур. Во втором туре набрал 24,46 % голосов (за него проголосовало 4,5 млн избирателей), в то время как за Зеленского проголосовало более 73 % избирателей. Ещё до объявления официальных результатов выборов Порошенко признал своё поражение.

## Дальнейшая политическая карьера
Участвовал в досрочных парламентских выборах 2019 года от партии «Европейская солидарность» (1 место в партийном списке), избран депутатом Верховной рады Украины IX созыва.
4 сентября 2020 года включён в список украинских физических лиц, против которых российским правительством введены санкции.

## Критика
Несмотря на предвыборные обещания продать свои активы в случае избрания президентом, Порошенко за три года не продал ни одного актива.

### Офшорный скандал
В августе 2014 года доверенные люди открыли в офшорной зоне несколько компаний на имя Петра Порошенко. Широкой общественности это стало известно в марте 2016 года, когда произошла публичная утечка информации юридической фирмы Mossack Fonseca, которую назвали панамскими документами.
3 июня 2016 года Порошенко заявил, что офшорного скандала не было, а компания создавалась с целью продажи «Рошен». «Счета не открывалась, деньги не выводились … и все налоги будут уплачены в Украине» — объяснял Порошенко.
В фирме «Авеллум», которая выступала юридическим советником Порошенко, заявили, что создание компании в иностранной юрисдикции было единственным возможным путём для передачи активов Порошенко в управление международной трастовой структуры.
Один из критиков Порошенко, Виталий Шабунин, признал, что каких-либо финансовых операций через эти офшоры не осуществлялось, и предмета рассмотрения для фискальных служб нет.

### Новогодний отдых (2018)
Новогодний отдых президента Порошенко в 2018 году получил широкую огласку в СМИ благодаря расследованию «Схем» (совместный проект радио «Свобода» и UA: Первый). Журналисты обнаружили, что с 1 до 8 января 2018 года президент отдыхал на одном из атоллов Ноону на Мальдивских островах. За неделю отдыха на 10 человек было потрачено 500 тысяч долларов, туристы арендовали отдельный остров и самый дорогой отель этой страны. Для перелёта был арендован один из самых дорогих самолётов мира — Falcon 7X, стоимость аренды составила 145 тыс. $.
По заявлению администрации президента, отдых осуществлялся за счёт личных средств Порошенко, а оповестить об отдыхе планировалось после его завершения, исходя из соображений безопасности.

### Уголовное преследование
После того как президентом Украины стал Зеленский, адвокат из окружения Януковича, Андрей Портнов, вернулся на Украину и анонсировал «десятки заявлений про преступления Порошенко». В течение нескольких месяцев ГБР открыло ряд дел, в которых фигурировала фамилия пятого президента Украины.
К февралю 2020 года в ГБР было несколько проектов подозрений в отношении Порошенко, однако Офис Генерального прокурора все их вернул в связи с крайне низким качеством. По мнению экс-генпрокурора Рябошапки «То, в чём обвиняли пятого президента, не имело под собой достаточных оснований, не было никаких доказательств, подтверждающих эти действия.». В начале апреля генпрокурор Руслан Рябошапка был уволен с должности. По заявлению главы фракции «Слуга Народа» Арахамии одной из причин увольнения был отказ продолжать уголовные преследования Порошенко. В апреле новый генеральный прокурор Ирина Венедиктова открыла уголовное дело против экс-президента в отношении возможных противоправных действий при назначении судей Верховного Суда.
20 мая 2020 года Украинская правда со ссылкой на источники сообщила, что офис генпрокурора Украины начал расследование в отношении Петра Порошенко по делу о государственной измене и злоупотреблении властью. Дело завели после публикации записей его предположительных разговоров с бывшими вице-президентом США Джозефом Байденом и госсекретарем Джоном Керри. В плёнках среди прочего речь идёт об отставке генерального прокурора Виктора Шокина, что в 2016 году открыто обсуждалось в разных источниках.
Порошенко в ответ на обвинения заявил, что телефонные аудиозаписи, на которых он якобы обсуждает внутреннюю политику страны с на тот момент вице-президентом США Джо Байденом и госсекретарем Джоном Керри, сфабрикованы. «Аудиофайлы, которые 19 мая демонстрировал выпускник Высшей школы КГБ имени Дзержинского в Москве (Андрей Деркач.— доп.), — сфабрикованы. Но сырьё они могли получить, в частности, в офисе действующего президента. Служба безопасности Украины должна расследовать, кто это сделал. С чьей санкции? Кому это выгодно?» — прокомментировал публикацию записей бывший глава Украины. В свою очередь сомнения в сфабрикованности голосов Порошенко и Байдена прокомментировали доктор юридических наук Андрей Портнов, а также народный депутат Верховной рады от партии «ОПЗЖ» Нестор Шуфрич.
Печерский районный суд Киева своим постановлением (от 19 июня 2020 года) обязал офис генпрокурора открыть против экс-президента Украины Петра Порошенко, а также против экс-главы Национального банка Валерии Гонтаревой и её заместителя Екатерины Рожковой уголовное дело о вмешательстве при национализации Приватбанка. Заявление на имя генпрокурора Венедиктовой написал Игорь Коломойский после выхода книги Джона Болтона «Комната, где это произошло» с важными для судопроизводства фактами. Действующий в интересах Коломойского адвокат Владимир Лысенко обнародовал эти сведения для прессы, их опубликовали многие СМИ, в том числе информационные агентства УНИАН (с фотографией документа) и ТАСС.
Согласно данным опроса 24—28 июня 2020 года, который проводила социологическая группа «Рейтинг», если бы выборы президента страны состоялись в ближайшее время, то из тринадцати названных в списке кандидатов за Петра Порошенко проголосовали бы 11,4 %. Эти цифры указывают на снижение его народной поддержки по сравнению с первым туром президентских выборов, когда из девяти кандидатов, набравших более одного процента голосов, Порошенко предпочли 15,95 %. Сравнение с выбором между двумя кандидатами во втором туре, когда рейтинг Порошенко был 24,45 %, усиливает эффект заметного падения его популярности к лету 2020 года (11,4 %).
Опубликованные 29 июня 2020 года результаты опроса Киевского международного института социологии свидетельствуют о том, что более половины украинцев (51 %) считают возбуждение уголовных дел против экс-президента Порошенко борьбой за справедливость, при этом 30 % населения считает уголовные дела против него политическим преследованием.
10 июня 2020 года генпрокурор Венедиктова заявляла о давлении на неё со стороны Порошенко, 8 июля 2020 года она сказала, что Порошенко затягивает процесс, хотя доказательств достаточно. В то же время следователь ГБР Корецкий заявил, что на него совершалось давление в делах Порошенко со стороны «харьковских», несмотря на то что, по его мнению, в действиях Порошенко не было состава преступления.
8—10 июля 2020 года Генпрокуратура Украины закрыла четыре уголовных дела в отношении экс-президента, но при этом возбудила четыре новых по поводу действий, касающихся Приватбанка.
В 2022 году суд снял арест с коллекции 42 картин Порошенко.

### Санкции
12 февраля 2025 года президент Украины Владимир Зеленский ввёл санкции против Петра Порошенко (а также Виктора Медведчука и Игоря Коломойского) по причине госизмены. Пётр Алексеевич раскритиковал поступок Владимира Александровича, сравнив с поступками президента РФ Владимира Путина, и заявил, что страна уходит в авторитарную форму правления.
13 февраля 2025 года президент Украины заявил, что снимет санкции с Петра Порошенко если тот отдаст выведенные деньги в казну, поддержав тем самым ВСУ. Так же было объявлено, что это не первый пакет санкций против Петра Алексеевича.

## Доходы
По данным налоговой декларации за 2013 год, Пётр Алексеевич заработал 51 млн гривен (6,4 млн $), а в 2014 году — 368 млн гривен (17,5 млн $).
В 2015 году зарплата президента Украины составила 121,54 тыс. гривен. Согласно декларации за 2015 год, на его банковских счетах находилось 540 478 гривен, 26 324 870 долларов и 14 372 евро. За год он дал в долг третьим лицам 3,85 млн долларов и 1,111 млн гривен. Пётр Порошенко задекларировал права собственности в более чем 100 компаниях на Украине, в России, Польше, Испании, Венгрии, Литве и КНР, на Кипре, Британских Виргинских островах и в Нидерландах. Кроме зарплаты указаны доходы — проценты в сумме 12 375 404 гривен и инвестиционные доходы в сумме 49 665 361 гривны, жилой дом, земельные участки, квартиры, автомобили и т. д.
Однако некоторые объекты недвижимости, конечным бенефициаром которых был Порошенко, не попали в его декларацию. Так, не была указана вилла стоимостью около 4 млн евро, расположенная в испанской провинции Малага. По словам представителей Национального антикоррупционного бюро Украины, президент страны должен был отметить этот объект в декларации.
По данным, опубликованным в Едином государственном реестре деклараций Украины, доходы Порошенко за 2018 год выросли в 95 раз по сравнению с 2017 годом и составили почти 1,56 млрд гривен (около 3,7 млрд руб.).
Согласно постановлению № 493 Кабинета Министров Украины от 27 июля 2016 года, размер заработной платы президента составил 28 тыс. гривен.

## Награды
- Орден «За заслуги» ІІ степени (24 сентября 1999 года) — за весомый личный вклад в реформирование промышленности Украины, активное участие в законотворческой работе[272].
- Орден «За заслуги» ІІІ степени (9 декабря 1998 года) — за многолетнюю добросовестную работу, весомый вклад в развитие украинской государственности[273].
- Заслуженный экономист Украины (21 августа 1997 года) — за весомые достижения в труде, высокое профессиональное мастерство и по случаю шестой годовщины независимости Украины[274].
- Лауреат Государственной премии Украины в области науки и техники (1 декабря 1999 года) — за создание научно-промышленного комплекса по производству свинцово-кислотных аккумуляторных батарей[275].
- Большой Крест ордена Гражданских заслуг (Испания, 29 января 2010 года)[276][277].
- Орден Республики (Молдавия, 20 ноября 2014 года) — в знак глубокой признательности за особый вклад в развитие и укрепление отношений дружбы и сотрудничества между Украиной и Республикой Молдова и за поддержку, оказанную Молдове в продвижении по пути европейской интеграции[278][279].
- Орден Белого орла (Польша, 16 декабря 2014 года)[280].
- Орден «Стара планина» с лентой (Болгария, 24 июня 2016 года) — за выдающиеся заслуги в развитии и углублении болгаро-украинских отношений[281].
- Орден «За исключительные заслуги» (Словения, 4 ноября 2016 года)[282][283].
- Почётный гражданин Вероны (Италия, 2016 год; в знак признательности за возвращение Украиной шедевров живописи музея Кастельвеккьо)[284]. Лишён звания решением городского совета от 20 сентября 2018 года[285].
- Наградное оружие — пистолет Cabot Gun «Jones 1911» (2017 год)[286].
- Почётный Компаньон Почёта с орденской цепью ордена Заслуг (Мальта, 16 мая 2017 года)[287].
- Цепь ордена короля Абдель-Азиза (Саудовская Аравия, 1 ноября 2017 года)[288].
- Почётный доктор Стамбульского университета (Турция, 3 ноября 2018 года)[289].
- Большой Крест ордена Витаутаса Великого (Литва, 6 декабря 2018 года)[290][291]

Общественные награды
- Орден Святого Николая Чудотворца (Украинская православная церковь (Московского патриархата)).
- Орден святого Князя Владимира I степени (Украинская православная церковь Киевского патриархата, 22 октября 2015 года).
- Global Citizen Award (Атлантический совет США, 2014 год)[292].
- Крест Панагия Паммакаристос (Константинопольская православная церковь, 5.1.2019)[293]

## Учёное звание и спортивный разряд
- Кандидат юридических наук, в 2002 году Национальном университете «Одесская юридическая академия» защитил кандидатскую диссертацию «Правовое регулирование управления государственными корпоративными правами на Украине»[294].
- Кандидат в мастера спорта СССР по дзюдо.

## Научные труды
- Монография «Государственное управление корпоративными правами в Украине. Теория формирования правоотношений» (2000)[295] и ряд других научных публикаций[296]
- Соавтор учебника «Современные международные экономические отношения»[296]